# Historia de la Iglesia católica en Argentina

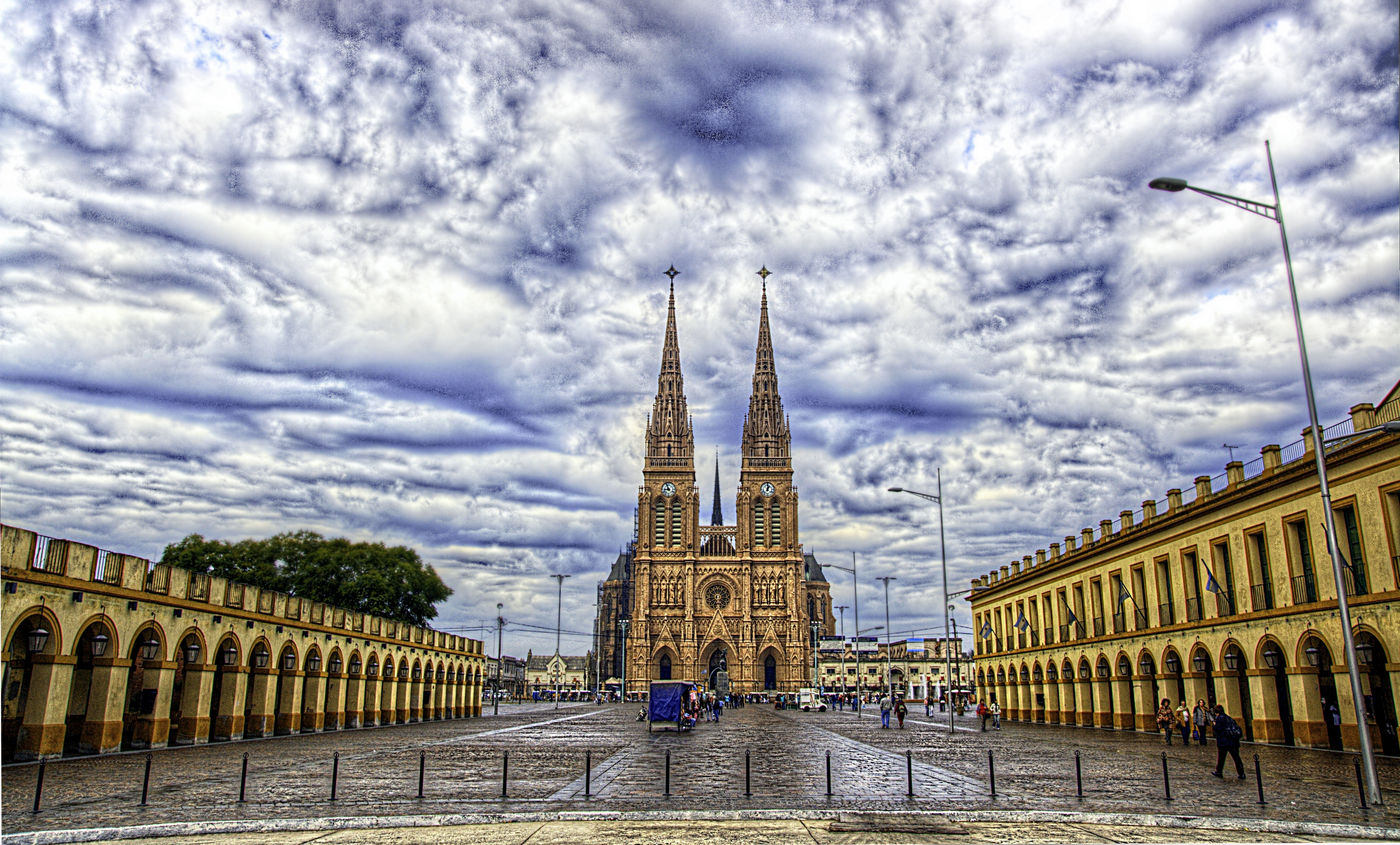
Basílica de Nuestra Señora de Luján, dedicada a la Virgen de Luján, uno de los centros de religiosidad popular más importantes de Argentina.

La historia de la Iglesia católica en Argentina comenzó con la conquista española, iniciado en estas latitudes con la Gobernación del Río de la Plata y del Paraguay en 1534, parte del Imperio español en América. El catolicismo fue durante el período colonial, la única religión permitida en el territorio colonizado por los españoles. Las religiones y deidades prohibidas, en especial las de los pueblos originarios, evolucionarían dentro del catolicismo adoptando formas particulares de sincretismo religioso.
Con el establecimiento de la república independiente a comienzos del siglo XIX, paulatinamente el Estado permitió otras creencias, preservando hasta 1966 el patronato heredado del Imperio español. En 1853 la Constitución Nacional estableció la libertad de culto y la obligación del gobierno federal de sostener el culto católico apostólico romano.
Durante la primera mitad del siglo XIX, la Iglesia católica perdió una parte importante de su influencia, al tiempo que su clero disminuía drásticamente su número. En el mismo período estableció una fuerte relación con el Partido Federal que dio origen a la corriente llamada "federalismo apostólico". Durante la segunda mitad del mismo siglo comenzó su recuperación institucional, aunque a la secularización de la sociedad –fenómeno común a todos los países católicos– siguió la separación de la Iglesia y el Estado. En Argentina la élite dirigente conocida como Generación del 80 se vinculó estrechamente con el Imperio Británico y desarrolló una visión antihispanista que buscó limitar la influencia cultural del catolicismo, principalmente en la educación pública y el registro de las personas. 
Durante el segundo tercio del siglo siguiente se produjo una recuperación de la influencia de la Iglesia en la sociedad, la política, el sindicalismo y el Estado, así como el desarrollo de corrientes socialcristianas. A partir de la década de 1960 crecieron las corrientes católicas relacionadas con la situación de los sectores más desposeídos que, insertas en las reformas del Concilio Vaticano II, originaron la teología del pueblo como rama de la teología de la liberación. En las dos últimas décadas del siglo XX destaca el hecho de la pérdida de influencia de la Iglesia católica en la política y la sociedad argentinas.
Al comenzar el siglo XXI el 88% de la población había sido bautizada según el rito católico, y un 75% se definía a sí misma como católica. En 2013 el arzobispo primado de la Iglesia católica argentina Jorge Bergoglio fue elegido como primer papa nacido en América.

## Colonización española y régimen de cristiandad

### La conquista
El cristianismo llegó a América con la colonización española. La organización formal del cristianismo presente en España, la Iglesia católica, aportó su clero y su organización. Los inmigrantes se mantuvieron, sin excepción, dentro de la Iglesia católica, e impusieron el cristianismo a la población indígena, tanto por la fuerza como por medio de la predicación y conversión voluntarias. Si bien algunas de las etnias americanas tenían una cosmovisión bastante desarrollada, especialmente en las zonas marginales –en comparación con México y el Perú, el territorio de la actual Argentina (la Gobernación del Río de la Plata y del Paraguay) era un territorio marginal del Imperio español en América– no estaba ni remotamente tan desarrollada y estabilizada como la compleja teología católica. La población de todo el territorio incorporado al dominio español pasó, en un lapso de no más de dos generaciones, a ser enteramente cristiana y católica. Aunque se mantuvieron algunas costumbres y creencias ancestrales, estas se superponían con el cristianismo sin reemplazarlo.

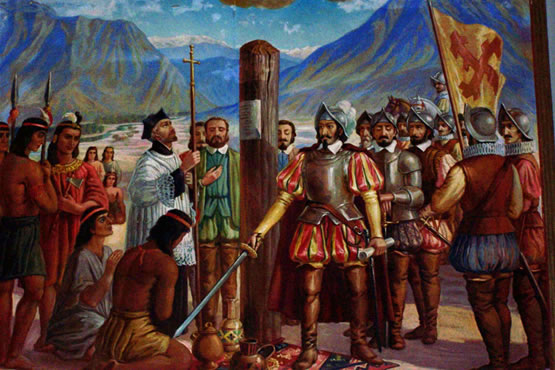
Fundación de la ciudad de La Rioja: junto al fundador, la presencia del sacerdote.

Todas las expediciones fundacionales, y también algunas de las de exploración, contaban con uno o más religiosos en sus filas. Su función era celebrar el culto para los expedicionarios y crear una estructura religiosa para las ciudades que se fundaran. Cada repartición de solares, acto que formaba parte de la fundación de una ciudad, tenía en cuenta un lugar principal, junto a la plaza, para edificar una iglesia y, en ocasiones, también para monasterio de una o más órdenes; usualmente, en la misma acta fundacional se designaba el párroco de la iglesia matriz. Las ciudades de Asunción (1537), Santiago del Estero (1553), Londres (1558), San Miguel de Tucumán (1565), Esteco (1567), Córdoba (1573), Santa Fe (1573), Buenos Aires (1580), Salta (1582), Corrientes (1588) y San Salvador de Jujuy en (1593) tuvieron desde su fundación, al menos una iglesia matriz a cargo de un sacerdote. En cambio, Mendoza (1561), San Juan (1562) y San Luis (1594), fundadas desde la Capitanía General de Chile y dependientes de ésta, tuvieron serios problemas para dotarse de al menos un sacerdote hasta bien entrado el siglo XVII.
Gracias a la bula del papa Pablo III Sublimis Deus de 1537, que declaró a los indígenas hombres con todos los efectos y capacidades de cristianos, hubo un gran contraste en América entre la colonización española y la francesa con la anglosajona: los españoles se esforzaron en incorporar a los indígenas a su civilización y su Iglesia, aun a costa de la anulación de su identidad cultural.
La mayoría de los indígenas fueron sometidos a la encomienda, por la que se suponía que el encomendero se comprometía a evangelizar y proteger a los nativos a cambio de su trabajo, pero enseguida comenzaron a producirse abusos que desnaturalizaban la institución. Los esfuerzos de la Corona y la Iglesia por suprimir la encomienda tuvieron un efecto escaso, pero la disminución de la población indígena –principalmente por sucesivas epidemias y desplazamientos de población– generó una lenta evolución hacia un sistema de "pueblos de indios" sin tierras, obligados por las circunstancias a trabajar para los terratenientes, dueños de la tierra y de los recursos hídricos.
Los españoles llegaban a América en busca de riquezas –esencialmente oro y plata– pero no las había en las provincias australes del Nuevo Mundo; también llegaban en busca de indios que trabajaran por ellos, aunque estos solamente abundaban en las inmediaciones de Asunción y en algunas partes del actual noroeste argentino, donde no eran fáciles de someter. Estas condiciones determinaban que la migración española hacia estas tierras fuera en cantidades muy modestas, con lo que la población blanca creció muy lentamente. Por su parte, los clérigos vivían de un sobrante económico muy exiguo y difícil de recolectar, de modo que su llegada también era escasa; la escasez de clérigos era crónica, y los pocos que había se veían incentivados a sustentarse mediante actividades prohibidas: principalmente, el comercio con los indígenas y el trabajo de indios encomendados. Los informes de los gobernantes –y enseguida de los obispos– a sus superiores repetían una y otra vez las quejas por la escasez de clérigos, su falta de preparación y su inmoralidad.

### Obispos, órdenes religiosas y jesuitas
Tras la primera etapa fundacional la Corona organizó el territorio en provincias, que en principio fueron dos: la provincia del Río de la Plata y Paraguay y la provincia del Tucumán; en 1617, la primera se dividió más adelante en las provincias del Río de la Plata y del Paraguay. A cada provincia le correspondió una diócesis, bajo el mando de un obispo: en la diócesis de Asunción del Paraguay, fundada en 1547, el primer obispo solamente llegó en 1555; en la diócesis del Tucumán, fundada en 1570, el obispo Francisco de Victoria llegó al territorio en 1582.

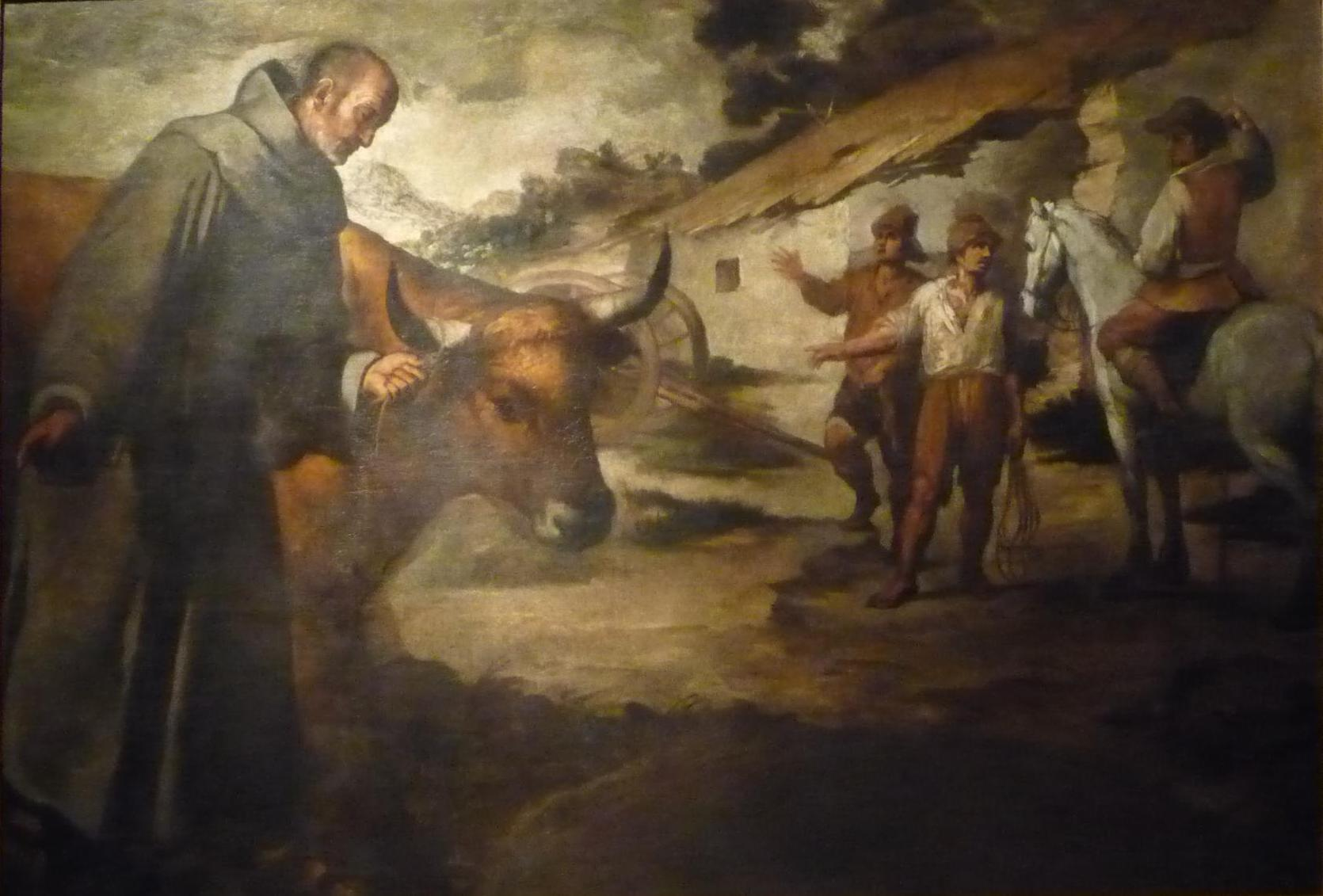
San Francisco Solano recorrió durante unos catorce años el Tucumán y el Río de la Plata.

Los obispos dedicaron sus esfuerzos a cubrir los cargos de párrocos, controlar el cumplimiento de sus deberes y su moralidad, y promover la evangelización de los indígenas. Para cada una de estas tareas, la asistencia de las órdenes religiosas fue considerado un fuerte apoyo, principalmente debido a la negativa de los sacerdotes seculares de trasladarse a un territorio tan apartado y pobre. En un primer momento las órdenes más activas en las provincias australes fueron los mercedarios y los franciscanos; la figura más destacada de esta primera etapa fue la de san Francisco Solano, misionero y taumaturgo, que residió algunos años en el Tucumán antes de regresar al Perú. Impulsados por una fuerte vocación y sacrificio, hicieron enormes avances en la evangelización de los nativos y en su educación. Sus misiones bautizaron indígenas de a cientos o miles por semana, empujados por una visión milenarista, que veía muy próximo el fin del mundo y, por consiguiente pretendía llevar la salvación rápidamente a la mayor cantidad de paganos posible; pero la conversión de estos al cristianismo se reveló superficial y pasajera, de modo que los obispos buscaron incorporar un movimiento evangelizador más organizado. En cambio fueron muy exitosos en la educación primaria y la catequesis de los niños criollos, pero no lograron establecer escuelas secundarias ni universidades.
Fue justamente para estas dos tareas –evangelización de los indígenas y educación secundaria y superior– que el obispo Victoria llamó a la provincia del Tucumán a los jesuitas, quienes llegaron en 1585 desde el Perú a Santiago del Estero y dos años más tarde a Córdoba; algunos de esos sacerdotes –y otros provenientes del Brasil– fueron enviados por sus superiores de la orden al Paraguay, donde iniciaron su obra más perdurable: las misiones entre los guaraníes luego de su radicación estable a partir de la creación de la provincia jesuítica del Paraguay en 1607. También comenzaron a impartir la educación secundaria en esas provincias, con el Colegio de Monserrat en Córdoba y el colegio jesuítico de Asunción, fundado en 1609.
La evangelización se hacía en idiomas indígenas; pero la gran cantidad de idiomas que se hablaba en el Tucumán llevó a los misioneros a promover la enseñanza de una lengua franca, que garantizara la continuidad de la predicación más allá de los primeros contactos. Para ello generalizaron el uso del quechua en toda la provincia del Tucumán; esta acción facilitó la extinción en poco más de un siglo de las lenguas locales –incluso de algunas muy extendidas, como el cacán y el tonocoté– pero no logró afirmarse a largo plazo, excepto en el caso del quichua santiagueño.
El ciclo de la conquista, en lo que se refiere a la organización eclesiástica, se cerró en torno al año 1620, cuando se creó la diócesis de Buenos Aires; como muestra de una mayor estabilidad, el primer obispo de Buenos Aires, Pedro Carranza solamente tardó diez meses en ocupar su sitio, y durante el resto del período colonial, la tardanza en ocupar los cargos episcopales sería, como promedio, de alrededor de un año; en la década anterior los dominicos y mercedarios se habían establecido permanentemente en las ciudades del corregimiento de Cuyo, dependiente de la Capitanía General de Chile; habían sido fundado los primeros conventos femeninos; y las misiones jesuíticas lograban sus primeros avances entre los guaraníes. Toda la Iglesia de la región formaba parte de la arquidiócesis de Charcas o de Chuquisaca, erigida en 1609; de todos modos, la dependencia de esa arquidiócesis era casi exclusivamente formal, ya que fuera de convocar episódicamente sínodos de los obispos, los arzobispos nunca pudieron ejercer control sobre los obispos de Córdoba y Buenos Aires.

### La Iglesia colonial
En la época en que llegó al actual territorio argentino para conquistarlo, España era tanto un estado como un pueblo católico. Ya había concluido la guerra de reconquista y los judíos habían sido expulsados. Los mudéjares habían sido forzados a convertirse al catolicismo; los moriscos intentaban aún continuar sus tradiciones, pero serían expulsados en los primeros años del siglo XVII. Por su parte, los protestantes fueron expulsados y sus Iglesias extinguidas en los años 1560. La unanimidad religiosa era la regla, y más aún en su trasplante a América: el Consejo de Indias vigilaba cuidadosamente que los autorizados a embarcarse hacia América no tuvieran antecedente alguno de heterodoxia religiosa.

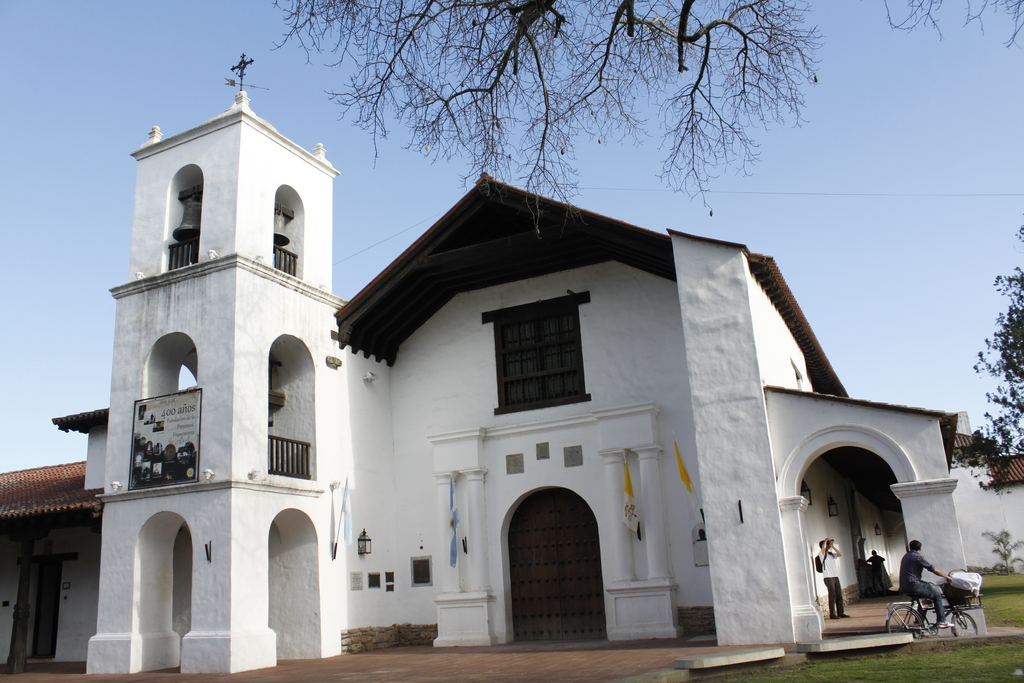
El Convento de San Francisco (Santa Fe), construido entre 1677 y 1683.

La Iglesia católica a principios de la Edad Moderna era una amalgama de organismos que, en teoría, dependían del papado, pero cuya estructura era múltiple y en absoluto verticalista: las órdenes religiosas eran autónomas respecto de los obispos, y la mayor parte de los sacerdotes no estaban tampoco sometidos a su autoridad mientras no incurrieran en actos inmorales, delictivos o heréticos.
Trasplantada la Iglesia española al nuevo continente, dos factores adicionales colaboraron para fortalecer niveles de autonomía mucho mayores aún: por un lado, la distancia a la Santa Sede hacía casi imposible el ejercicio de la autoridad o cualquier tipo de control desde la Curia Romana. Además, las diócesis eran gobernadas sin interferencias por los cabildos catedralicios durante los largos períodos –usualmente varios años– que transcurrían entre el fallecimiento de un obispo y la llegada de su sucesor.
El segundo factor era el patronato regio, un privilegio otorgado por el papa a los reyes de España como reconocimiento del mérito e iniciativa de España en la conquista de las islas Canarias, el reino de Granada y la América española. Por el patronato, el nombramiento de obispos y otros cargos eclesiásticos, de jefes locales de las órdenes religiosas, la erección y modificación de diócesis y parroquias, y la construcción de lugares de culto, formaban parte de los atributos de la Corona, que recaudaba el diezmo y controlaba el funcionamiento interno de la Iglesia. Los reyes y sus funcionarios podían negar el pase a las bulas y supervisaban las comunicaciones con el papa en ambos sentidos, con lo que la autoridad del papa en la América española dependía de la aprobación real. Los clérigos locales, dependientes de la Corona española y en muchos aspectos verdaderos funcionarios públicos, controlaban la ortodoxia religiosa y la moralidad pública y privada de la población. Este sistema, sin embargo, permitió a la Iglesia disponer con más facilidad de misioneros y recursos económicos, y facilitó su distribución y expansión.
En cualquier caso, la identificación entre los términos "español" y "cristiano", entre "pueblo" e "Iglesia" era absoluta, y en el Imperio Español la unidad social se concebía a través de la unidad de la fe de la Iglesia católica: todo súbdito de la corona española y todo habitante de sus colonias era católico. Se comportaba como católico, estaba sometido al control de sus actos privados y públicos por la Iglesia y el poder político garantizaba el castigo a cualquier violación a las normas morales y canónicas. La no concurrencia a las celebraciones religiosas era un delito, y era castigada como un delito, aunque en la práctica esta norma solamente se aplicaba en casos excepcionales.

### La Iglesia y la educación
En 1565 se creó la primera escuela en un convento de San Miguel de Tucumán, ocho años antes de que se estableciera la primera escuela pública en Santa Fe; la primacía continuó en manos de la Iglesia durante casi toda la época colonial: los jesuitas fundaron la primera escuela de Santiago del Estero en 1586, y desde 1612 comenzó la educación de niñas en el convento de las monjas catalinas en Córdoba.
A lo largo del siglo XVII se generalizó el modelo del curato rural, en el que los curas párrocos ejercían como casi única autoridad en los pueblos de campaña. Una de sus funciones más importantes –aunque por detrás de la administración de los sacramentos y la celebración de la misa– era enseñar a los niños a leer y escribir, a rezar y hacer cuentas básicas. El sistema educativo se basaba en la repetición oral de lo que se les enseñaba, bajo la mirada de los curas-maestros. De todos modos, la enorme mayoría de la población rural permaneció analfabeta.

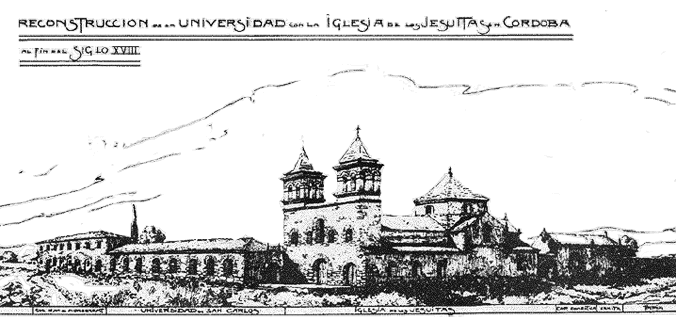
Vista de la Manzana Jesuítica en el siglo XVIII: el Colegio Monserrat, la Universidad de Córdoba, fundada en 1613, y la iglesia de la Compañía de Jesús, todos los cuales aún se conservan.

En las ciudades, en cambio, las oportunidades para la educación básica eran mayores, y se concentraban generalmente en los conventos; tanto los jesuitas como los dominicos consideraron que su principal tarea era educar a los niños y adolescentes, que en parte compartían esa educación con sus propios novicios. No obstante, los indígenas, los esclavos, la gran mayoría de las mujeres y una proporción importante de los criollos o blancos tampoco lograron aprender siquiera a leer y escribir.
Desde su llegada, los jesuitas erigieron a Córdoba como el centro de la Provincia Jesuítica del Paraguay, en el Virreinato del Perú. Para ello necesitaban un lugar donde asentarse y así iniciar la enseñanza superior. Fue así que 1599, y luego de manifestarle dicha necesidad al cabildo, se les entregaron las tierras que hoy se conocen como la Manzana Jesuítica.
En 1613, a iniciativa del obispo Hernando de Trejo y Sanabria, los jesuitas fundaron el Colegio Máximo de Córdoba, que en 1621 obtuvo autorización para emitir títulos universitarios, con lo cual inició su camino a convertirse en la Universidad de Córdoba, la más antigua del país y una de las primeras de América. Ese año también se creó la Librería Grande –hoy Biblioteca Mayor– que llegaría a contar con más de cinco mil volúmenes.
La Universidad de Córdoba solamente expediría, hasta la segunda mitad del siglo XVIII, títulos doctorales en teología, filosofía y derecho canónico; había sido creada principalmente para formar el clero de la región, aunque también preparó funcionarios públicos. Los estudiantes que desearan estudiar derecho debían hacerlo en la Universidad de Chuquisaca, fundada –también por los jesuitas– en 1624.
Durante el gobierno de Hernandarias, en 1608, los primeros jesuitas llegaron a Buenos Aires, donde fundaron un primer colegio de San Ignacio, de efímera duración. En 1654 el Cabildo de Buenos Aires encomendó a los jesuitas atender la educación juvenil, de modo que se establecieron en la después llamada Manzana de las Luces, donde en 1661 fundaron un nuevo colegio San Ignacio, que hacia 1675 pasaría a llamarse Real Colegio de San Carlos.
Tras el primer período misional, los jesuitas ejercieron una enorme influencia cultural en casi toda América española, a través de la educación y la predicación; a lo largo del siglo XVII impusieron una visión barroca de la religión, con una fuerte presencia del sentimiento de culpa y sintiendo como una amenaza constante la presencia del diablo, lo que llevaba no pocas veces a concentrarse en el sufrimiento y a excesos en la mortificación corporal. Esta situación se vería aliviada desde el segundo cuarto del siglo XVIII, reemplazada por una religión centrada en sus formas externas.
Durante este tercer período se construyeron la mayor parte de los templos de la época colonial que han llegado hasta el presente, de estilo barroco tardío, con ornamentos externos más bien sobrios y concentrados en la abundante decoración de los altares.

### Misiones franciscanas y jesuíticas
En las regiones más alejadas de las ciudades, la estrategia de evangelización de los indígenas pasó por las reducciones, en las que los indígenas eran concentrados y forzados a vivir en un sistema agrícola organizado en común, dirigidos por misioneros. Sucesivas misiones tuvieron éxito relativo, como las fundadas por los franciscanos en la cuenca media del río Paraná, entre las cuales la más conocida es la actual ciudad de Itatí. También fundaron las reducciones de Areco, Santiago de Baradero y Tubichaminí en la actual provincia de Buenos Aires, tres más en torno a la ciudad de Santa Fe y dos más en la actual provincia de Corrientes; además de varias en las actuales repúblicas del Paraguay y Uruguay.

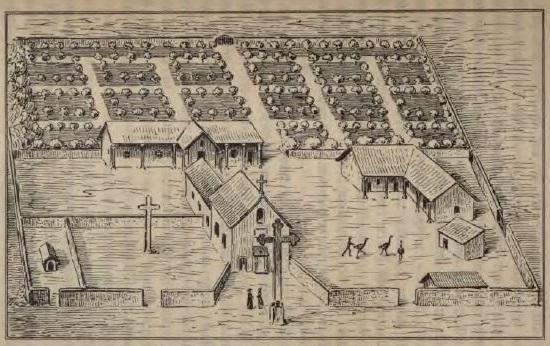
Una misión jesuítica, según un grabado de Florian Paucke.

En cambio, los jesuitas fueron mucho más exitosos en la organización de misiones, en particular entre los guaraníes: desde la fundación de San Ignacio Guazú en 1609, fundaron treinta misiones en un amplísimo territorio, reuniendo unos 140 000 indígenas bajo su protección. Varias de ellas debieron ser trasladadas ante el ataque de los bandeirantes portugueses de San Pablo (Brasil) en la década de 1630 pero, aunque perdieron alrededor de un tercio de sus habitantes, una vez reorganizados en torno al curso medio de los ríos Paraná y Uruguay resultaron un modelo de organización social comunitaria.
El exitoso modelo fue utilizado con éxito más modesto en otras regiones, aunque fueron muy exitosas también la misión de Juli, en el Perú, y las misiones de Chiquitos, en la actual Bolivia. Las misiones de Santa María y San Carlos no lograron la pacificación permanente de los valles Calchaquíes y fueron destruidas durante las guerras calchaquíes. En otras regiones, como la actual provincia de Córdoba, organizaron estancias ganaderas, con una misión más económica que misionera –aunque tenían originalmente la función de ser reducciones de comechingones– para el sostenimiento del colegio, el seminario y la Universidad de Córdoba.
Las misiones guaraníes eran un complejo sistema social y económico, estabilizado y exitoso: en el siglo XVIII llegaron a ser un verdadero emporio comercial, un "estado dentro del estado" –como lo denominaban sus detractores– que se estableció como un sistema de organización económica y social distinto al de las colonias que las rodeaban. Su autonomía y la adaptación de la organización social comunitaria de los guaraníes a un nuevo contexto permitió al sistema subsistir y progresar. Las misiones eran pueblos indígenas, administrados por los mismos guaraníes bajo la mirada paternalista de los misioneros, donde la tierra se dividía en dos: la tupá mbaé –propiedad de Dios– comunitaria y la avá mbaé –propiedad del hombre– para la explotación familiar. El excedente era comercializado por todas las colonias circundantes, dentro del Río de la Plata, el Tucumán, el Brasil y hasta el Alto Perú y España, y les proporcionaba medios a los jesuitas para expandir las misiones y mantener sus colegios y universidades. Los principales productos comercializados por las misiones eran la yerba mate, el tabaco, el cuero y las fibras textiles.
Sin embargo, las misiones debieron soportar un fuerte asedio de los bandeirantes, partidas lideradas por portugueses –con mercenarios e indios amigos– que se internaban en la selva para "cazar indios" con el objeto de venderlos como esclavos en su base de San Pablo. Las Misiones jugaron un papel clave en la defensa del Paraguay y el Río de la Plata de la expansión portuguesa: después de la batalla de Mbororé, de 1641, en la que un ejército de guaraníes al mando de los jesuitas –muchos de los cuales habían sido antes soldados– derrotó a una bandeira se les permitió por primera vez a los indígenas utilizar armas de fuego, si bien solamente las de menor calibre. Estos ejércitos misioneros fueron de gran utilidad durante los enfrentamientos entre España y Portugal en el Río de la Plata.
Además de a trabajar, rezar y luchar, los jesuitas enseñaron a los guaraníes música y artes plásticas. Entre las que aún se pueden admirar, se destacan las "barrocas" arquitecturas exornadas con relieves barrocos resaltados en las piedras sillares o tallados en los rojos ladrillos de tipo romano. Es así que, luego de la expulsión de los jesuitas, muchos guaraníes se trasladarían a las ciudades coloniales, como Corrientes, Asunción o Buenos Aires, donde se destacaron como compositores y maestros de música, plateros y pintores.

### Expulsión de los jesuitas
En 1670 el padre Nicolás Mascardi fundó la Misión del Nahuel Huapi, que terminó en su muerte violenta; sus sucesores, Felipe Laguna y Juan José Guillelmo, tampoco tuvieron éxito. Este esfuerzo misionero, aunque ubicado en territorio de la actual Argentina, formaba parte de las misiones de la provincia jesuítica de Chile.
A partir de la década de 1730 los jesuitas intentarían extender su sistema de misiones a dos regiones aún no incorporadas al dominio español: se instalaron al sur del río Salado entre los años 1740 y 1753, con el fin de establecer misiones en la frontera del estado colonial. Su intención fue la de hacer sedentarios e instruir a los indígenas en la doctrina cristiana. La primera reducción, fue la "Reducción de Nuestra Señora en el Misterio de su Concepción de los Pampas", fundada en año 1740 en la margen sur del río Salado, por los padres Manuel Quevedo y Matías Strobel. La segunda fue la "Reducción de Nuestra Señora del Pilar de Puelches", fundada en el año 1746 cercana a la margen de la actual laguna de los Padres, por los misioneros José Cardiel y Tomás Falkner. Finalmente, la "Misión de los Desamparados de Tehuelches o de Patagones", fue fundada en el año 1749 a cuatro leguas al sur de la anterior, por el padre Lorenzo Balda. Allí lograron evangelizar a un gran número de indios pampas. Strobel medió entre las autoridades de Buenos Aires y los pampas para establecer la paz entre ellos. Falkner y su colega jesuita Florián Paucke recogieron una gran cantidad de informaciones acerca de las costumbres y usos de los indios pampas, que plasmaron en libros y exquisitos dibujos que dieron origen a la etnografía en el actual territorio argentino.

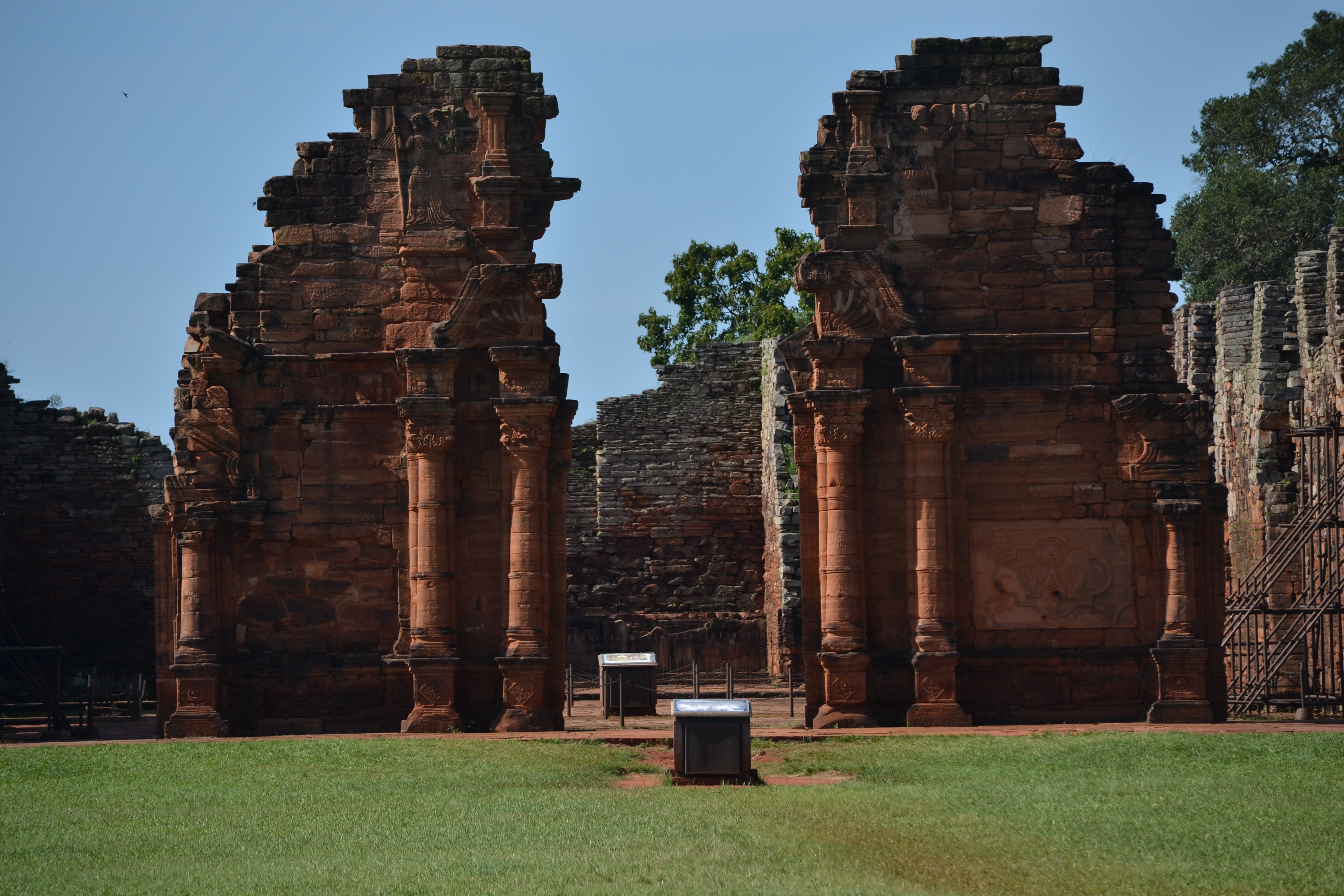
Ruinas de la reducción de San Ignacio Miní.

También hicieron repetidos intentos de instalar misiones permanentes en torno al Gran Chaco: tras algunos intentos infructuosos en el siglo XVII, volvieron a intentarlo a partir de 1735, con la fundación de San José de Petacas y algunas otras en la actual provincia de Santiago del Estero, algunas más en la cuenca superior del río Bermejo y varias a lo largo del río Paraná, entre las cuales se destacaron San Jerónimo (actual Reconquista y San Fernando (actual Resistencia).
Pese a sus esfuerzos, someter a indígenas dedicados a la caza y recolección, y que en parte vivían de los malones a tierras de españoles resultó imposible: los indígenas se marchaban ante la primera contrariedad, buscando volver a sus medios tradicionales de subsistencia. De las quince misiones fundadas en el período, a mediados de la década de 1760 subsistían menos de la mitad.
En 1750 el rey de España y el de Portugal firmaron el Tratado de Permuta, por el cual España cambiaba la Colonia del Sacramento por una amplia zona al este del río Uruguay, que incluía siete de los pueblos guaraníes, desde entonces llamados las Misiones Orientales. La corona española ordenó a los jesuitas trasladar a los indígenas al oeste del río, con todos sus bienes. Pese al esfuerzo de los jesuitas, los indígenas se negaron a trasladarse, y en 1754 enfrentaron a los portugueses y españoles en la llamada guerra Guaranítica, en que los guaraníes fueron masacrados y sus pueblos parcialmente destruidos. La anulación del tratado devolvió esa región a España, pero la Corona consideró desde entonces muy peligrosa la rebelión, acusando además a los jesuitas de haberla promovido.
Por esa razón, y por otros conflictos entre la organización jesuita y la voluntad absolutista del rey Carlos III, en 1767, y sin aviso previo, todos los jesuitas del imperio español fueron arrestados y expulsados. Como resultado, 2630 jesuitas tuvieron que dejar Iberoamérica, lo que significó un terrible golpe a nivel educativo, ya que la inmensa mayoría de las instituciones educativas del territorio estaban a cargo de ellos como profesores.
Las estancias jesuíticas y muchos otros bienes pasaron al dominio real y luego fueron subastadas por las juntas de Temporalidades. La mayor parte de sus casas de estudios –incluida la Universidad de Córdoba– y las misiones pasaron a ser administradas primeramente por los franciscanos, bajo cuyo mando languidecieron, y luego a administradores estatales. Bajo el mando de estos últimos, la economía de las misiones quedó completamente desorganizada por la intromisión de comerciantes privados. Gran parte de los guaraníes se desplazaron hacia regiones vecinas o a las ciudades, y otros regresaron a la selva. Los pueblos permanecieron poblados, pero su época de grandeza había pasado, y mucho menos de la mitad de la población permaneció en ellos. Las Misiones Orientales fueron incorporadas a la fuerza a las colonias portuguesas del Brasil en 1801.

### El clero secular a fines de la época colonial
De acuerdo a varios historiadores, la consecuencia lógica de la expulsión de los jesuitas fue la creación, menos de diez años más tarde, del Virreinato del Río de la Plata, con capital en la ciudad de Buenos Aires, y que incluía las provincias del Tucumán y el Río de la Plata, más el Paraguay, Cuyo y el Alto Perú. Por esa época, el centro más dinámico de la actividad económica se desplazó desde el noroeste –el norte de la gobernación del Tucumán– hacia la región del litoral, impulsado por el aumento del valor del cuero y el tasajo y una apertura comercial que permitió a Buenos Aires comerciar sin limitaciones con España. Con la creación del virreinato, también el centro político se trasladó a Buenos Aires. Como consecuencia de la nueva división política, la provincia del Tucumán fue dividida en dos: las ciudades de lo que hoy se conoce como noroeste argentino formaron la intendencia de Salta del Tucumán, que en marzo de 1806 se independizó en lo eclesiástico de la diócesis de Córdoba para pasar a ser la nueva diócesis de Salta, cuyo primer obispo, Nicolás Videla del Pino, asumió el cargo el 23 de agosto de 1809. Por su parte, las ciudades de Cuyo, que habían dependido de Chile, se incorporaron en 1776 al virreinato, dependientes de la intendencia de Córdoba del Tucumán, aunque eclesiásticamente pasaron a depender de la diócesis de Córdoba recién a fines de la primera década del siglo XIX.

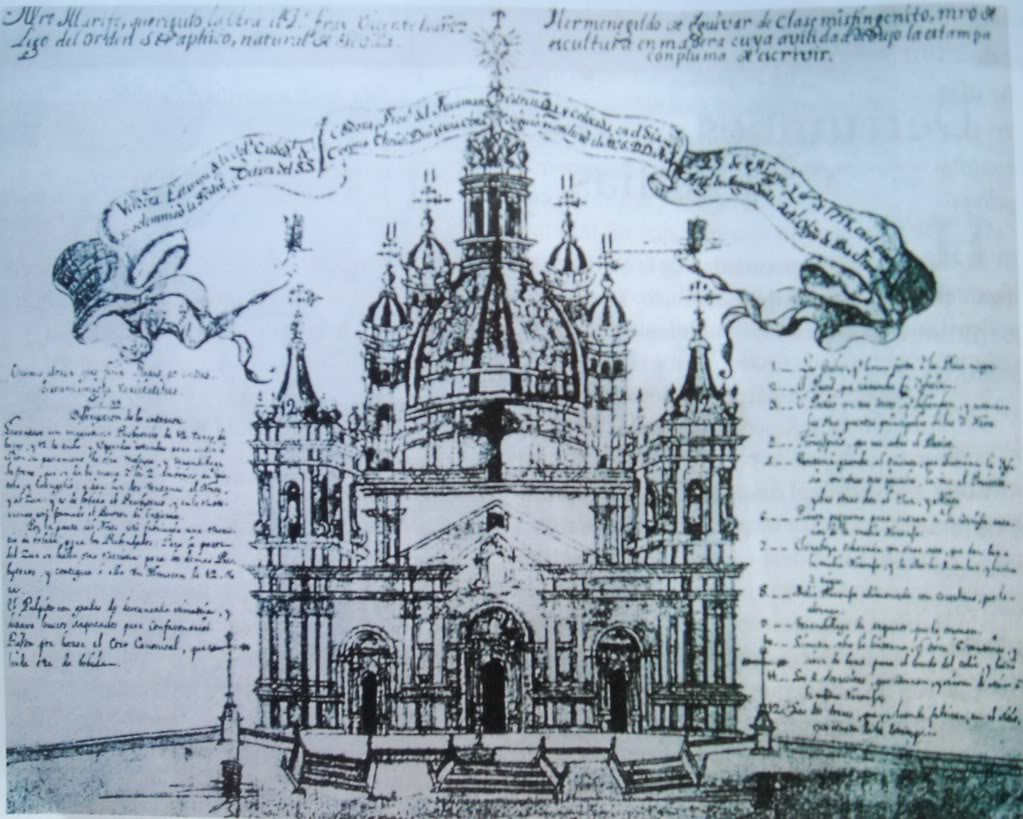
La Catedral de Córdoba según un dibujo del año 1759.

Durante el último cuarto del siglo XVIII, la cantidad de clérigos estaba muy desigualmente repartida: en las ciudades de Buenos Aires, Córdoba y Salta, sedes episcopales, había un clérigo cada 300 a 350 habitantes, mientras en las zonas rurales era mucho menor: en la campaña cordobesa, alrededor del 1800 había un clérigo cada 1300 habitantes. De un total de 185 clérigos para la ciudad y campaña de Buenos Aires, en 1805 solamente 140 residían en la capital; el resto, 45 clérigos, se repartían entre las ciudades de Corrientes, Montevideo, Santa Fe, la Colonia del Sacramento y las localidades del interior. Como resultado, la enorme mayoría de las más de treinta parroquias rurales permanecían sin párroco.
El "alto clero" estaba formado por el obispo, el deán, canónigos y miembros del coro de las catedrales; pasaban su vida dedicados a la celebración de misas en la catedral y tenían garantizado un alto nivel de ingresos. De este grupo provenían los pocos obispos americanos, aunque en su mayoría eran de origen español peninsular. En la cúspide estaba el obispo, que –si bien vivía habitualmente junto a la catedral de su mando– tenía la obligación de visitar periódicamente cada una de las parroquias de su diócesis para controlar el cumplimiento de las obligaciones por parte del párroco y administrar el sacramento de la confirmación, ocasiones en que era recibido en fiesta en cada pueblo o ciudad que visitara.
El clero secular diocesano estaba asignado a las parroquias rurales y urbanas; los párrocos vivían de las rentas que producía la parroquia respectiva, principalmente de las primicias de la agricultura –los primeros frutos de cada cosecha– y los "derechos de estola", es decir la tarifa que se cobraba por la celebración de bautismos, casamientos y responsos de los fallecidos; los párrocos de las iglesias matrices de las ciudades cobraban también los diezmos. En las zonas rurales el nivel de vida era muy bajo, y más aún en las zonas en que predominaba la ganadería, que no pagaba diezmos ni primicias. En cambio, en los barrios céntricos de las ciudades, donde vivían las familias pudientes, los derechos de estola eran muy cuantiosos, y el vínculo con los poderosos otorgaba un gran prestigio. Estas últimas parroquias eran provistas por medio de concursos en que competían a veces decenas de aspirantes, mientras que los obispos tardaban a veces años en conseguir siquiera un sacerdote que aceptara un curato de campaña.
Los "clérigos particulares" eran también seculares, pero ejercían como capellanes de fundaciones privadas, y su función consistía en celebrar misas periódicas por el alma del fundador y de sus familiares. Vivían de las rentas producidas por una donación del fundador de la capellanía, y usualmente pertenecían a la familia de este. Simultáneamente podían concursar por una parroquia bien ubicada y con grandes ingresos, o aspirar a integrar el cabildo catedralicio; aunque algunos obispos se negaron a ordenar sacerdotes a título de capellanías para obligarlos a aceptar una parroquia desventajosa, esto solo posponía las ordenaciones hasta la partida o muerte del obispo. Poco menos de la mitad de los clérigos seculares de Buenos Aires a fines del siglo XVIII pertenecían a este grupo.
En el marco del reformismo borbónico, el gobierno virreinal pretendió valerse de los curas rurales para mejorar el nivel de educación y los métodos de trabajo de la población agraria, para lo cual se dedicó mucha mayor atención a los edificios parroquiales y el gobierno comenzó a pagar sueldos de maestros a los curas.
El número de ordenaciones de clérigos seculares creció muy rápidamente en el último cuarto del siglo XVIII. El aumento de las ordenaciones se detuvo en el primer lustro del siglo XIX y disminuyó drásticamente en los años siguientes debido a las Invasiones Inglesas, la Revolución de Mayo y la guerra de independencia, que generaron la aparición de nuevos horizontes de figuración y pertenencia públicas –el Ejército y la política– que hasta entonces no habían existido.

### El clero regular: frailes, monjas y beatas
El clero regular masculino del Virreinato del Río de la Plata estaba formado por frailes mendicantes o padres dedicados a la atención de hospitales, como los betlemitas, llegados a Buenos Aires en 1748. Los frailes obedecían a una estructura de mandos vertical, cuya cúspide estaba usualmente en Roma, y estaban fuera de la autoridad del obispo, pero este los convocaba regularmente para predicar en los templos.

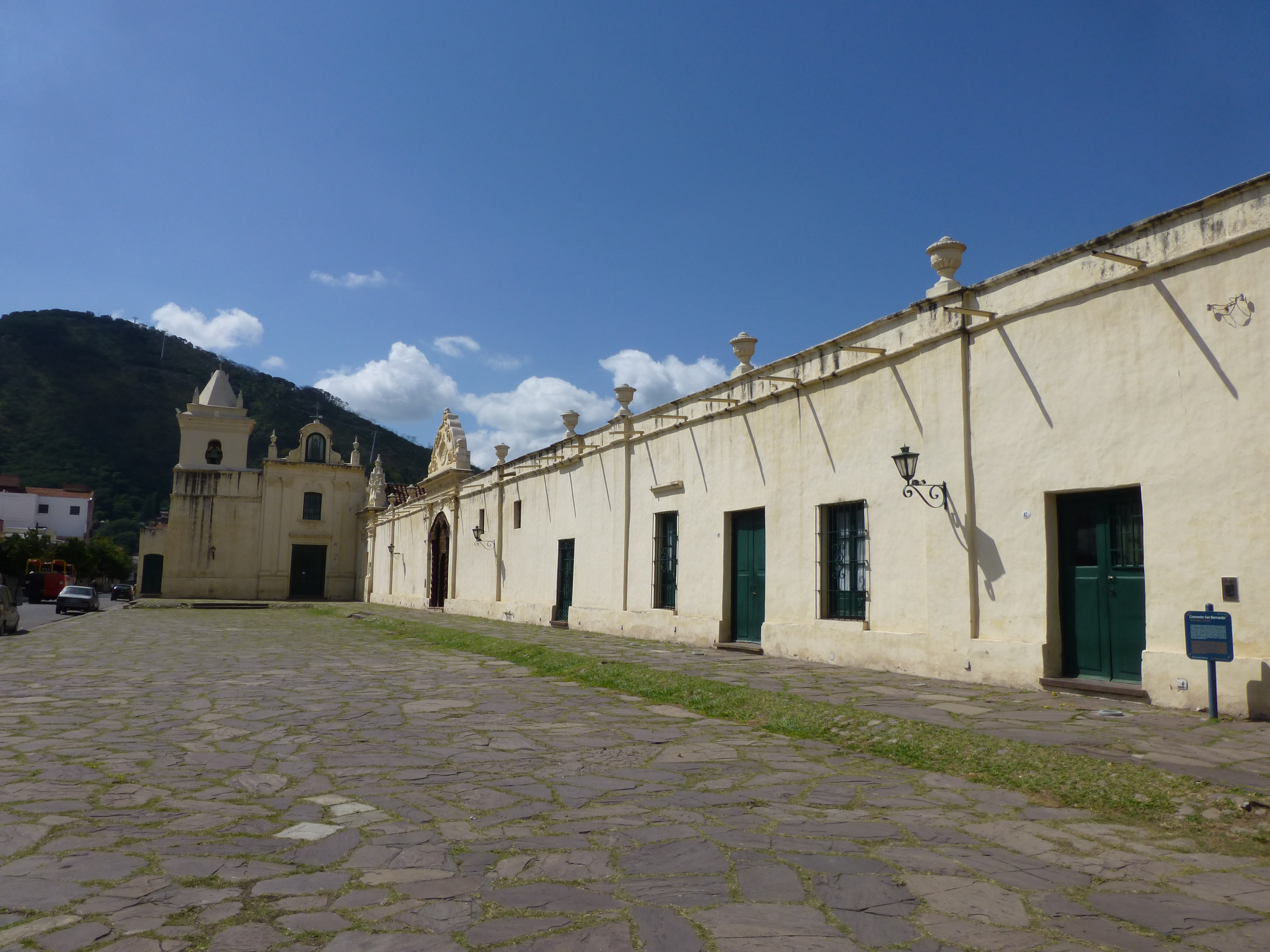
Convento de San Bernardo, en Salta.

Los obispos solucionaban parcialmente la carencia de curas párrocos, especialmente en las zonas rurales, nombrando frailes como interinos; adicionalmente, los frailes organizaban periódicamente "misiones volantes" de varios meses de duración, durante las cuales recorrían los pueblos y caseríos predicando, recibiendo confesiones y celebrando misas. Cada localidad recibía a los frailes durante algunos días, antes de que estos pasaran al siguiente pueblo.
Tras la expulsión de los jesuitas, los franciscanos y mercedarios intentaron reemplazarlos en los colegios, en la Universidad de Córdoba y en las misiones, pero no tuvieron el mismo éxito, en parte debido a que la expulsión de aquellos formaba parte de un movimiento generalizado de pérdida de prestigio del clero regular en general. Por esa razón, y también por la mejora en los niveles de vida, las órdenes enfrentaron una crisis de ordenaciones en el último cuarto del siglo XVIII, que se hizo evidente en la caída del número de frailes y el envejecimiento de la población de los conventos hacia el año 1800.
A diferencia de los hombres, las monjas en el Virreinato pertenecían exclusivamente a órdenes contemplativas, y dedicaban su vida casi exclusivamente al rezo; siempre eran parte de las clases más pudientes y tradicionales, y las mujeres pobres tenían vedado el acceso, aunque a veces se las admitía como hermanas legas, sometidas a la autoridad de las monjas. Los primeros conventos de monjas se abrieron en Santiago del Estero, Córdoba y Salta, para después abrirse en otras ciudades, de las cuales Buenos Aires solamente tuvo sus primeros conventos de monjas en el segundo cuarto del siglo XVIII. Antes del establecimiento de un convento, usualmente en las ciudades solamente existían grupos de "beatas", es decir laicas consagradas por medio de votos voluntarios y revocables. Estas beatas vivían en su casa familiar o bien en "beaterios".
A fines del siglo XVIII se formó, primero en Santiago del Estero, y luego en todo el virreinato, una organización de laicas consagradas dedicadas a la caridad y a la preparación de ejercicios espirituales de evidente inspiración jesuítica. El grupo fue fundado en la década de 1760 por la hermana María Antonia de Paz y Figueroa, y tenía actuación tanto en el interior del virreinato como en el litoral. Su obra continúa hasta la actualidad a través de la Casa de Ejercicios Espirituales de la ciudad de Buenos Aires. Fue canonizada el 11 de febrero de 2024 por el papa Francisco, convirtiéndose en la primera santa nacida en la actual Argentina.

### Los laicos en la Iglesia colonial
La Iglesia no era solamente el clero: todo español, criollo o indígena era considerado como creyente, y se comportaba como tal. La población participaba frecuentemente en las celebraciones religiosas, que se extendían generalmente en festejos públicos en plazas y calles, y que otorgaban un marco de sociabilidad que equivale al que actualmente generan los espectáculos artísticos y deportivos. Era casi la única oportunidad en que las clases más bajas podían admirar obras de arte, con imágenes y crucifijos ricamente decorados y dignatarios lujosamente ataviados. Las ciudades rivalizaban entre sí a través de la majestuosidad y ornamentación de sus templos y altares, y dentro de cada ciudad también las iglesias competían. Por esa razón, influidos por el arte barroco, los altares y celebraciones exhibían una carga excesiva de decoración con plata, oro y joyas. Las conocidas imágenes de Cristos y vírgenes dolientes con pelos naturales rebosaban de adornos pomposos, donados –o a veces prestados para una celebración en particular– por las familias más ricas.

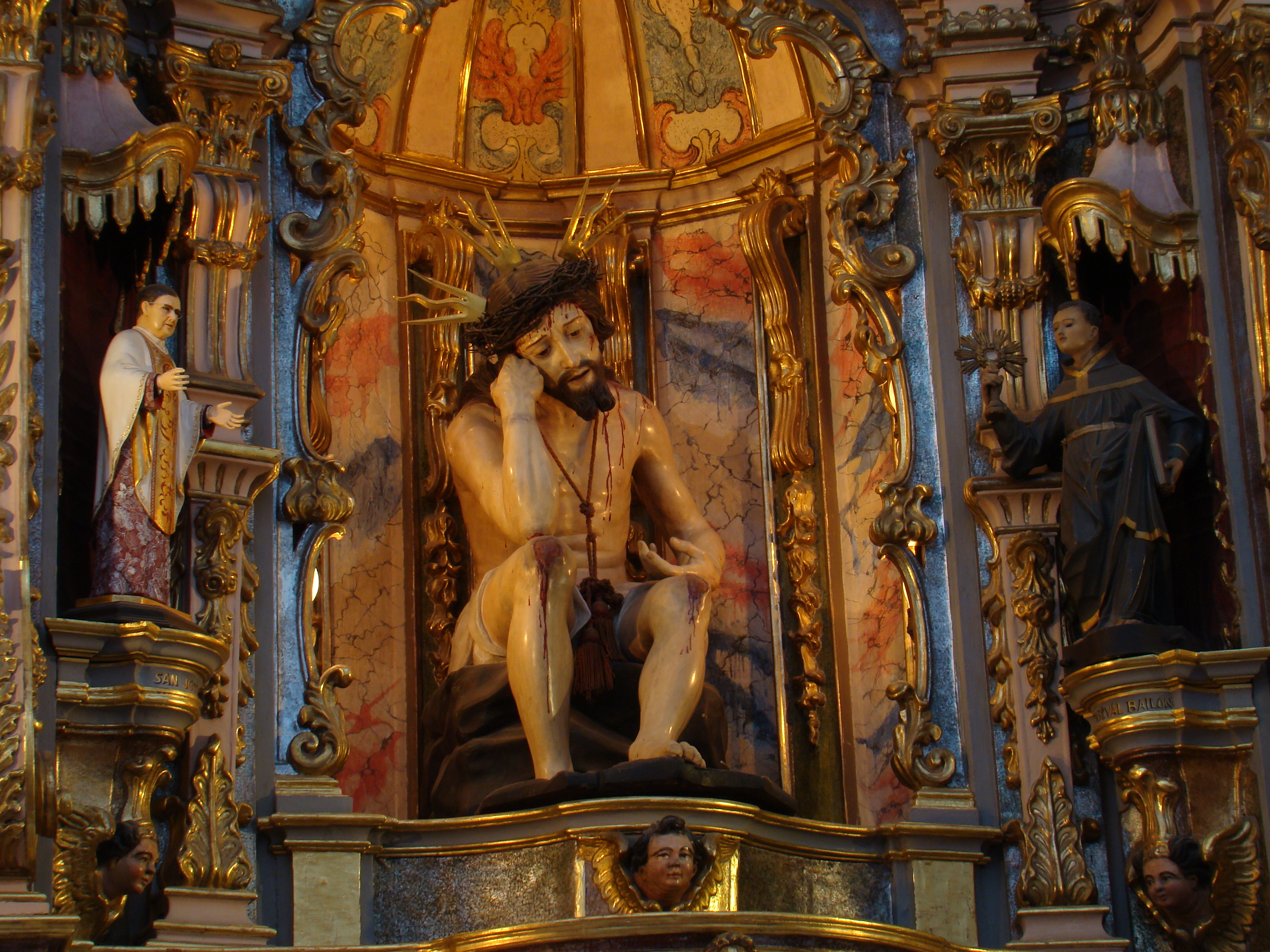
Imagen de Cristo en la Iglesia del Pilar, en Buenos Aires.

Las celebraciones reproducían la estratificación social, y cada personaje principal que participaba en una misa o una procesión ocupaba un lugar prefijado, que confirmaba el lugar que ocupaba en la sociedad y reforzaba su posición superior a la "gente del común", la cual participaba de un modo más masivo y anónimo, en calidad de espectadores.
Además de la participación pasiva, existían numerosas cofradías, dedicadas a la veneración particular de algún santo, de alguna imagen mariana, o en sufragio por las almas del purgatorio. Estas organizaban celebraciones propias en altares laterales de las iglesias –cada altar pertenecía a una cofradía, no a la parroquia– y periódicas procesiones por las calles de la ciudad. Nuevamente, los lugares ocupados en una cofradía reproducían fielmente los lugares ocupados por cada uno en la sociedad: los mismos apellidos que se repetían en el cabildo ocupaban la presidencia de las cofradías. La pertenencia a una cofradía garantizaba, además, la provisión de algunos servicios, tales como misas por los enfermos y sepelios dignos para los fallecidos; incluso facilitaban créditos en algunas ocasiones, como en caso de tener que proveer la dote de una hija.
Junto a las cofradías de blancos existían también las de negros y las de indios –en Buenos Aires, por ejemplo, los negros esclavos y libertos tenían las de San Baltasar y de San Benito– con menos exhibición de joyas y oro, pero cuyas celebraciones ostentaban igualmente un lujo que ninguno de sus miembros podía pretender para sí.
Paralelamente, en casos excepcionales, se celebraban rogativas para solicitar la ayuda divina en caso de peligros –en particular sequías, epidemias, plagas de langostas, ataques de indígenas o terremotos– y tedéums para agradecer la ayuda recibida, o en celebración del ascenso al trono de un nuevo rey. Estas funciones eran organizadas y pagadas exclusivamente por los cabildos de cada ciudad, e incluían misas y procesiones.
Cada ciudad tenía su santo patrón, y algunas localidades rurales tenían su propia advocación mariana, alcanzando especial relevancia la Virgen de Luján, actual patrona de la Argentina; junto a ella se pueden mencionar la Virgen del Valle en Catamarca, la Virgen de Itatí cerca de Corrientes, o Nuestra Señora de la Consolación de Sumampa en Santiago del Estero, o la veneración combinada del Señor y Virgen del Milagro en Salta. La veneración particular de estos santos y vírgenes generaba peregrinaciones desde los pueblos cercanos y reunían anualmente miles de fieles para celebraciones masivas.
Otra actividad laical que movilizaba muchos fieles eran las "cuestaciones", llevadas adelante por limosneros. Consistían en largas campañas, a veces de muchos años de duración y que llegaba a centenares de leguas del lugar de origen, para la recolección de donaciones en las villas, pueblos y caseríos del campo; las donaciones eran generalmente en especie –granos o animales vivos– y el producido era vendido en la siguiente ciudad que tocara la cuestación. El destino de los fondos era muy variado, destacándose la construcción o reparación de templos y comprar ornamentos religiosos, pero se daban también casos más curiosos, como las que se organizaban para reunir la dote que las monjas debían pagar al ingresar al convento.

## Comienzos y consolidación de la Iglesia argentina

### La Revolución y la Iglesia
La Revolución de Mayo, la guerra contra la antigua metrópoli y la declaración de independencia marcaron un corte abrupto en la estructura eclesiástica y en la vida religiosa de los rioplatenses. Las relaciones con la Santa Sede, hasta entonces mediatizadas por España, se cortaron abruptamente, y las tres sedes episcopales quedaron vacantes en poco tiempo.

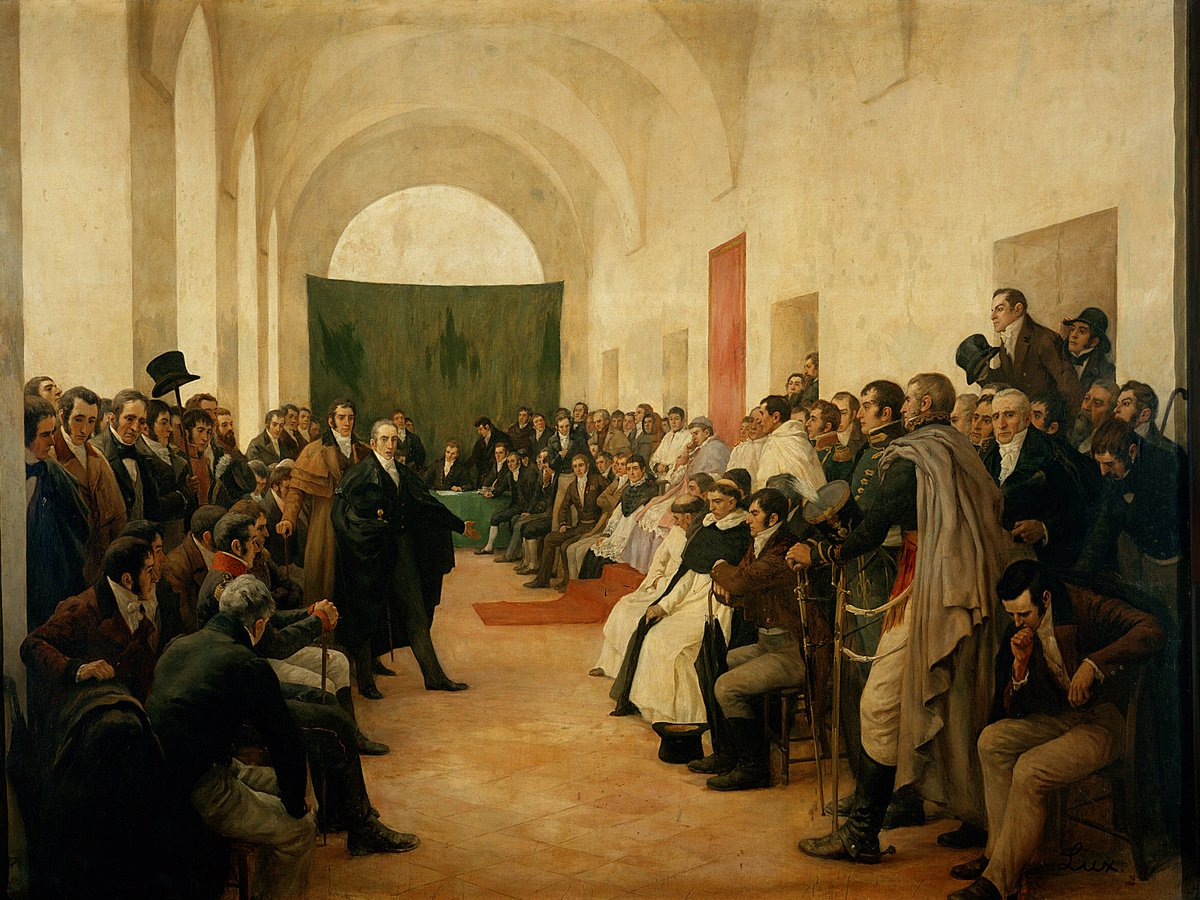
El cabildo abierto del 22 de mayo: a la derecha, el obispo Lué ya ha pronunciado su discurso en contra de la deposición del virrey.

La Revolución dividió al clero de manera desigual: si bien las opiniones políticas estuvieron divididas entre los frailes, la obediencia a superiores impuestos por el gobierno mantuvo las órdenes bajo control político de los independentistas. En cambio, entre el clero secular la adhesión a las posturas independentistas parece haber sido abrumadoramente dominante; lo cual no debe interpretarse como que todos ellos adherían al gobierno de turno, ya que varios participaron en las facciones en que se dividía la política en esa época. Los sucesivos gobiernos ordenaron a los sacerdotes predicar en favor de la revolución, y ordenaron el desplazamiento de los clérigos sospechosos de contrarios a la revolución de los cargos que ocupaban, particularmente de los cabildos y de las superioridad de los conventos.
Todos los obispos del virreinato se pronunciaron en contra de la Revolución: Benito Lué, de Buenos Aires, dirigió la resistencia contra la Revolución en mayo de 1810; Rodrigo de Orellana, de Córdoba, participó de la resistencia militar contra ella, y Videla del Pino, de Salta, apoyó las invasiones realistas. Como resultado, los tres fueron fuertemente limitados en su autonomía y se les prohibió predicar y confesar. Orellana fue condenado a morir fusilado junto al exvirrey Santiago de Liniers y sus compañeros por la Primera Junta de Gobierno, pero no fue ejecutado, se lo envió a prisión y luego huyó a España. Videla conoció también la cárcel y falleció en su sede en 1819. El obispo Lué falleció en 1812, posiblemente envenenado. Desde entonces, y hasta 1830, no hubo ningún obispo en el territorio rioplatense. Las tres diócesis se vieron obligadas a administrarse a sí mismas como sedes vacantes, quedando en manos de los cabildos eclesiásticos.
La Santa Sede tomó también abiertamente partido por el bando realista y se negó a mantener cualquier relación con los gobiernos independentistas de América. Por su parte, la Asamblea del Año XIII –que en marzo de 1813 suprimió los Tribunales de la Santa Inquisición en todo el territorio– declaró que no reconocería a ninguna autoridad eclesiástica residente fuera del territorio de las Provincias Unidas del Río de la Plata. En 1816, el Congreso de Tucumán ordenó enviar diputados ante la Santa Sede para cortar con la incomunicación con Roma, pero el papa Pío VII, que en enero de ese año en la encíclica Etsi longissimo terrarum había explicitado su oposición a la independencia hispanoamericana, mantuvo su oposición a cualquier contacto que no fuera a través de España.
La conducta de algunos líderes revolucionarios suele asociarse con el anticlericalismo, como es el caso de Mariano Moreno y Juan José Castelli, aunque en ambos casos se trató más bien de cuestionamientos al régimen de cristiandad establecido. Hubo algunos brotes de auténtico anticlericalismo, que nunca llegaron a institucionalizarse pero tuvieron importancia política, como es el caso del comportamiento de algunos oficiales de la primera expedición auxiliadora al Alto Perú, que llevaron a la población de ese territorio –hasta entonces dependiente del Virreinato del Río de la Plata– a alinearse mayoritariamente con el bando realista en contra de los "herejes porteños". Tras esa amarga experiencia, los ideólogos independentistas ocultaron sus antipatías por la Iglesia tradicional por mucho tiempo, mientras los jefes militares como Manuel Belgrano y José de San Martín insistieron en identificarse tanto como fuera posible con la Iglesia católica.
Las ordenaciones eclesiásticas disminuyeron abruptamente, para cesar por completo cuando ya no se dispuso de obispos para realizarlas; algunos clérigos apostataron, otros huyeron hacia territorio realista y finalmente varios abandonaron de hecho los hábitos, aunque sin proclamar públicamente su cambio de estado. Además, varias decenas de sacerdotes fueron adscriptos a los ejércitos y escuadras en campaña, abandonando sus sedes en las ciudades y en el campo. Como resultado, el culto quedó en manos de un clero disminuido en su número y envejecido, además de poco preparado para afrontar situaciones políticas y sociales nuevas.
La vida religiosa se resintió de cambios en las festividades, y el Estado reemplazó las abundantes ceremonias religiosas por otras de carácter cívico, en las cuales la Iglesia hacía un papel secundario de legitimación. El clero participaba asiduamente en las celebraciones de los triunfos militares y de los aniversarios de la Revolución, pero el primer lugar le estaba reservado a las autoridades políticas.

### Reforma de Rivadavia y galicanismo
Tras la disolución del gobierno central en 1820, las provincias se administraron a sí mismas con independencia de las demás, aunque continuaron intentando fórmulas de reunificación. El gobierno de la provincia de Buenos Aires, dirigido por el ministro Bernardino Rivadavia, inició una serie reformas en dirección a una modernización y racionalización del estado. Entre ellas cabe destacar la fundación de la Universidad de Buenos Aires en 1821, cuyos cuatro primeros rectores, hasta 1849, fueron sacerdotes.
En diciembre de 1822 se sancionó una ley de reforma eclesiástica, consistente en la supresión del fuero eclesiástico, la eliminación los diezmos, asumiendo el Estado el costo del culto y manteniendo como recursos de la Iglesia las primicias y los emolumentos, la creación del Colegio Nacional de Estudios Eclesiásticos y la reorganización del Cabildo eclesiástico, que pasó a llamarse Senado del Clero. La medidas que más resistencia levantaron fueron las orientadas a la reforma de los conventos, a los que se fijó un mínimo de 16 residentes para seguir funcionando, la promoción de la secularización voluntaria de los religiosos del clero regular, y la expropiación de los bienes inmuebles y rentas de algunos conventos que fueron suprimidos.
Como resultado de la reforma, se cerraron los conventos de los bethlemitas, de los franciscanos recoletos y de los mercedarios. Los cementerios pasaron también a ser administrados por el estado, que construyó el cementerio de la Recoleta en lo que había sido el huerto del Convento del Pilar. Poco antes habían sido incautados otros bienes inmuebles pertenecientes a la Iglesia, como la estancia con que se sostenía el santuario de Nuestra Señora de Luján, cuya veneración también pasó a ser costeada por el Estado.
Sostenida por políticos, periodistas y religiosos vinculados al gobierno e identificados con el galicanismo, la reforma desató una fuerte oposición, que incluyó desde las campañas periodísticas de tipo satírico de fray Francisco de Paula Castañeda hasta la Revolución de los Apostólicos dirigida por el abogado Gregorio García de Tagle en marzo de 1823.
En relación con esta reforma, tres años más tarde –durante la corta administración de Rivadavia como presidente de las Provincias Unidas– se firmó un tratado con Gran Bretaña, por el cual se reconocía la independencia del país; una de las cláusulas obligaba a las Provincias Unidas a garantizar la libertad de culto y el derecho de los británicos a sepultar a sus muertos en sus propios cementerios. No fueron sancionadas leyes que garantizaran la libertad de cultos, pero ese tratado forzó al gobierno a permitirla en beneficio de los anglicanos, que abrieron su primer templo en Buenos Aires.
En la provincia de San Juan se intentó una reforma eclesiástica que incluía libertad de cultos; la misma desató una muy fuerte oposición que llevó a una revolución que derrocó al gobernador. Repuesto en su cargo, este juzgó prudente marcharse hacia Buenos Aires. Poco después estalló una guerra civil en la cual el caudillo federal Facundo Quiroga se enfrentó a los unitarios de Rivadavia en varias provincias, enarbolando el lema "Religión o muerte".
Tuvo gran importancia la visita apostólica en 1824 del enviado papal Giovanni Muzi acompañado por Giovanni Maria Mastai Ferretti, el futuro papa Pío IX, que pasó por el Río de la Plata camino a Chile. Durante la misma se reanudaron las relaciones con la Santa Sede, aunque a título oficioso. Durante su visita, el nuncio realizó decenas de ordenaciones sacerdotales y confirmaciones, y se promovió la separación de las provincias cuyanas de la diócesis de Córdoba: el vicariato apostólico de San Juan de Cuyo fue creado en el año 1828 y elevado a diócesis seis años más tarde; su primer obispo fue fray Justo Santa María de Oro.
En las provincias, la situación de sedes vacantes de los obispados permitió a los gobiernos provinciales negar la obediencia y el sostenimiento económico a las sedes ubicadas fuera de su jurisdicción, con lo que las Iglesias provinciales pasaron a ser controladas exclusivamente por los gobernadores. Mientras tanto, el número de clérigos decaía rápidamente en todo el país, tanto porque los fallecimientos superaban enormemente a las ordenaciones como por las dificultades de los aspirantes a ordenarse, que debían marchar a Chile o al Brasil en busca de un obispo que los consagrara.

### La Santa Federación
La caída de Rivadavia permitió que el partido opuesto al galicanismo recuperar la iniciativa y desplazar a los dirigentes rivadavianos, especialmente tras la llegada de Juan Manuel de Rosas al gobierno en 1829. Ese mismo año, el provisor del obispado porteño Mariano Medrano fue elevado al rango de obispo in partibus infidelium de Aulón y vicario apostólico de Buenos Aires, como parte de una política papal orientada a imponer su criterio a las iglesias locales: al nombrar vicarios apostólicos, el papa reemplazaba a los vicarios capitulares, con lo que le quitaba poder a los cabildos catedralicios. Simultáneamente, evitaba la discusión con el gobierno acerca del patronato nombrando obispo a este vicario y dándole las atribuciones de ordenación de sacerdotes, bendición de óleos y confirmaciones. Lo mismo hizo en 1831 con Benito Lascano en la diócesis de Córdoba. Solamente cuando logró solucionar –en realidad postergar– la discusión acerca del patronato, Medrano y Lascano fueron nombrados obispos titulares, de Buenos Aires y Córdoba respectivamente, en 1832 y 1836. La diócesis de Salta, en cambio, permaneció vacante, y el caos administrativo fue la norma en esa diócesis: cada provincia administraba su iglesia local sin injerencia alguna del administrador apostólico residente en Salta.
El gobierno porteño, encargado de las relaciones exteriores de la Confederación Argentina, consultó a los juristas y canonistas más destacados sobre qué bases debería reconstruirse la relación con el papado. Las respuestas, reunidas en el llamado Memorial ajustado, variaban enormemente, aunque la mayoría se inclinaban a afirmar que el patronato regio había recaído en el gobierno del nuevo estado. El gobernador Rosas –que de hecho gobernó el país desde 1835 a 1852– sostuvo esa misma posición, y obligó al papado a nombrar obispos a los que él propusiera, y a negociar la circulación de las bulas por el país. A cambio, las posturas galicanas fueron rápidamente abandonadas y la autoridad religiosa pasó a concentrarse en todo sentido en la Santa Sede.
Rosas se esforzó por presentarse como un defensor de la Iglesia, y entre otras medidas terminó la obra de la Catedral de Buenos Aires y edificó las de Basílica de San José de Flores y Nuestra Señora de Balvanera. Decretó honores, distinciones y prerrogativas al obispo, favoreció en todo a la Iglesia católica, prohibió la venta de libros que ofendieran la moral evangélica, devolvió su convento a los dominicos e impuso la enseñanza de la doctrina cristiana. Al mismo tiempo consideraba a la Iglesia como parte del Estado, de modo que impuso un fuerte control sobre los curas, y los obligó a llevar distintivos federales. Su imagen era exhibida en las iglesias junto con las de los santos, de modo que utilizaba a la Iglesia para sacralizar su propio poder personal.
La libertad de cultos instaurada en el período anterior fue mantenida, y a los anglicanos se les sumaron iglesias luteranas fundadas por alemanes y daneses.
En 1836, Rosas invitó a instalarse en Buenos Aires a la Compañía de Jesús tras casi setenta años de ausencia, y les permitió abrir un colegio en la capital; también varias provincias recibieron a los jesuitas en el lustro siguiente. No obstante, la oposición de los jesuitas al estilo autoritario del gobierno de Rosas llevó a una nueva expulsión de la Compañía de la ciudad de Buenos Aires en 1841. Tras varios años de presiones, Rosas también logró que los jesuitas fueran expulsados de las provincias en que se habían instalado.
Hasta la década de 1850, la disminución del número de sacerdotes fue de tal magnitud, que más de la mitad de las parroquias rurales estaban vacantes. El ingreso de sacerdotes españoles no logró paliar los efectos del ínfimo número de ordenaciones y de las expulsiones de clérigos opositores por parte de Rosas y los caudillos provinciales.
Durante el gobierno de Rosas comenzaron a establecerse en el país miles de irlandeses, proceso que se aceleró con la gran hambruna a partir de 1846. Orgullosos de su herencia británica, se resistían a integrarse con los criollos y comenzaron a crear una «iglesia segregada» dentro de la Iglesia Católica, celebraban su fe en iglesias propias, en inglés y con sus propios sacerdotes venidos de Irlanda, cuyo máximo representante fue el padre Fahey.

### Organización, secularización y romanización
Tras la derrota de Buenos Aires en 1852 y la caída de Rosas en 1852 se inició el período conocido como Organización Nacional. Excepto Buenos Aires, que se mantuvo como un Estado separado, las restantes provincias se reunieron para sancionar una constitución que organizara definitivamente el país. En la Convención Constituyente tuvieron posiciones encontradas el sector liberal, favorable a la libertad de culto, opuesto al sector tradicional, liderado por el sacerdote Pedro Alejandrino Zenteno, convencional por Catamarca, que proponía restringir la libertad de culto. Finalmente predominó el sector liberal y se aprobó la Constitución de 1853, que eliminó el fuero eclesiástico, estableció la libertad de cultos sin restricciones y dispuso que el gobierno federal estaba obligado a sostener el culto católico apostólico romano, aunque sin establecerlo como religión oficial.

El Estado de Buenos Aires se mantuvo como Estado separado de la Confederación Argentina hasta 1862. Pero además las normas liberales en materia religiosa establecidas por la Constitución de 1853, produjeron una fuerte movimiento de resistencia en varias provincias que, acaudillado por el padre Zenteno y el gobernador de Catamarca Pedro Pascual Segura, sostenían que las provincias debían rechazar la nueva constitución. 

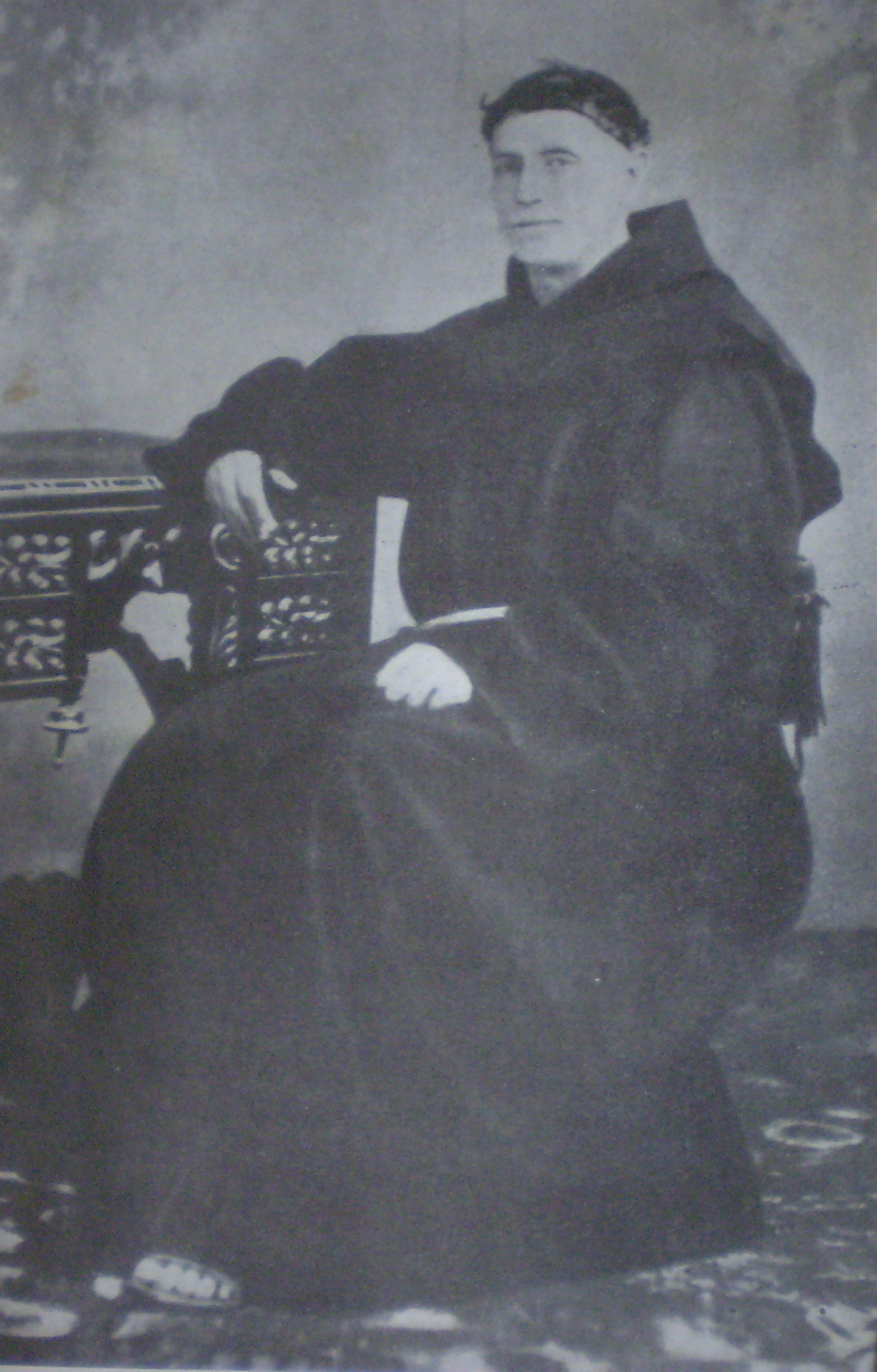
Fray Mamerto Esquiú, fraile franciscano de Catamarca que con su Sermón de la Constitución del 9 de julio de 1853 evitó un amplio movimiento para rechazar la Constitución de 1853 debido a sus normas liberales en materia religiosa.

En esas circunstancias el gobernador Segura le encomendó al fraile franciscano Mamerto Esquiú pronunciar el sermón el 9 de julio de 1853, con el fin de iniciar el movimiento contrario a la Constitución. Inesperadamente el sermón de Esquiú, conocido en la historia argentina como el Sermón de la Constitución, hizo hincapié en los largos años de guerras fratricidas y elogió el hecho mismo de la sanción de una Constitución por su capacidad para establecer nuevamente la paz interna. Pero para que esa paz fuera duradera, era necesario que el texto de la Constitución quedara fijo e inmutable por un largo tiempo, que no fuera discutida por cada ciudadano, que no se le hiciera oposición por causas menores, y que el pueblo argentino se sometiera al poder de la ley: 

Obedeced, señores, sin sumisión no hay ley; sin ley no hay patria, no hay verdadera libertad, existen sólo pasiones, desorden, anarquía, disolución, guerra...
Fray Mamerto Esquiú, Sermón de la Constitución, 9 de julio de 1853

No pudo terminar la frase, porque el auditorio lo apabulló con un cerrado aplauso. La primera resistencia a la Constitución en el interior había sido vencida, y Catamarca juró la Constitución hasta el último de sus funcionarios y personajes notables. Su sermón alcanzó trascendencia nacional y fue copiado en la prensa de todas las provincias; la resistencia que se le podía haber hecho a la Constitución en otras provincias quedó vencida. El texto del sermón fue impreso y difundido por decreto del primer presidente de la Confederación Justo José de Urquiza.
El presidente Urquiza inició negociaciones que llevaron al restablecimiento de relaciones con la Santa Sede en 1858, y se creó la diócesis del Litoral, con sede en Paraná, capital de la Confederación.
La unificación definitiva del país a partir de 1862 marcó el inicio del período llamado Organización Nacional, caracterizado por la reorganización política, rápido crecimiento económico y aumento de la inmigración. Esta última desplazó a la Iglesia de su rol central tradicional: si bien los protestantes y librepensadores -en el sentido que a partir de la Ilustración se dio a este vocablo- eran minoría entre los inmigrantes, formaban la fracción con mayor poder adquisitivo y mejores relaciones con sus países de origen entre los recién llegados. El prestigio ideológico de Europa septentrional favoreció además el desarrollo de la masonería y el ateísmo, y los gobiernos obligaron a la Iglesia a no segregar a los disidentes de los cementerios, de las escuelas y del matrimonio.
La Iglesia católica se vio obligada a buscar un lugar en una sociedad en la que, definitivamente, ya no existía la identificación entre la ciudadanía y el catolicismo por lo que inició una reorganización tras los largos años de desorden transcurridos desde la Revolución de Mayo. Se fue normalizando la organización diocesana, y todas las diócesis obtuvieron sus obispos: Salta tuvo su segundo obispo en 1861, tras 42 años de vacancia. Como confirmación de la unificación del país bajo la primacía de Buenos Aires, en marzo de 1865 fue creada la arquidiócesis de Buenos Aires, metropolitana de las otras cuatro diócesis de la Argentina.
Buscando mejorar la calidad educativa, el presidente Sarmiento llevó al país numerosas maestras estadounidenses, en su mayoría protestantes, lo que generó protestas y ataques por parte de la Iglesia católica que hasta ese momento, de alguna manera, monopolizaba la educación, lo que le proporcionaba beneficio ideológico y otro económico, porque las escuelas eran pagas. En medio de los avances de la secularización de la sociedad, en 1867 se sancionó en la provincia de Santa Fe la primera ley de matrimonio civil del país, pero tras la furiosa respuesta de varios clérigos, entre ellos el obispo Gelabert, de Paraná, el gobierno local fue derrocado y los gobiernos provinciales y nacional optaron por avanzar más lentamente. Eso fue especialmente cierto durante la presidencia de Nicolás Avellaneda, un notorio católico practicante.

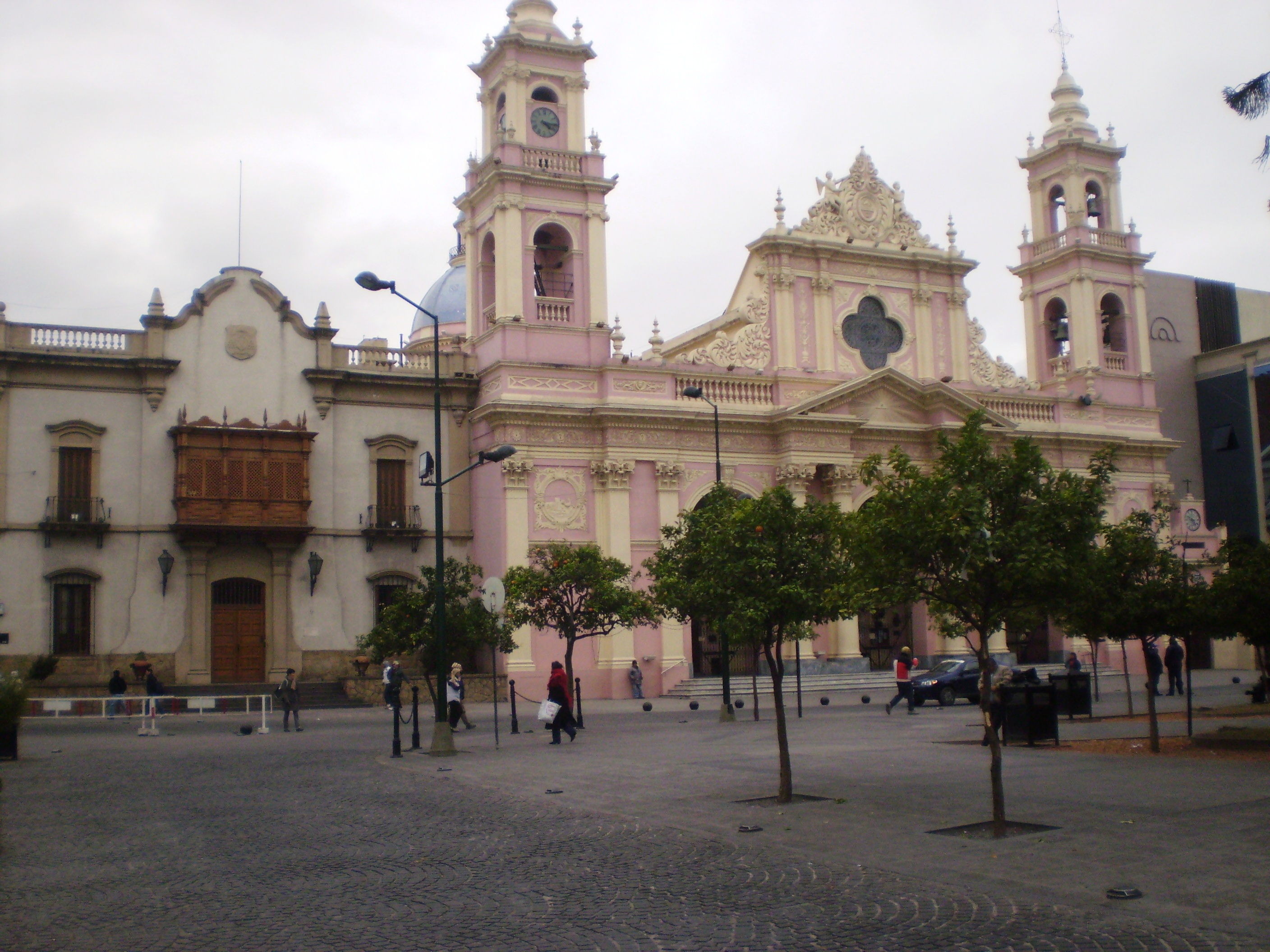
El Palacio Episcopal y la Catedral de Salta, construidos entre 1858 y 1882.

Durante todo el siglo XIX, las preocupaciones dominantes en la jerarquía eclesiástica estuvieron orientadas a combatir todo aquello que se opusiera a la conservación de sus derechos históricos: así, la encíclica Mirari vos de 1832 condenaba al liberalismo en cualquiera de sus formas, Quanta cura de 1864 condenaba la libertad de cultos y toda forma de separación de la Iglesia y el Estado, y el Syllabus de ese mismo año condenaba ochenta proposiciones consideradas "modernas". Esa Iglesia temerosa de la diversidad ideológica también pretendió –y en gran medida logró– concentrar todo el poder administrativo y doctrinario en el papado.
Los nuevos gobiernos se esforzaron por normalizar las relaciones con la Santa Sede, enfrentándose al mismo tiempo a ésta en lo relativo al patronato: mientras los gobiernos argentinos consideraban que al menos la nominación de los obispos era su derecho, el papado intentó imponer su autoridad absoluta en ese campo. En definitiva, las negociaciones desembocaron en un modus vivendi, por el cual todos los aspectos administrativos y doctrinarios eran controlados por el papado, los obispos eran nombrados por el papa a propuesta del presidente de la Nación, y el Estado nacional colaboraba activamente en el sostenimiento de las actividades pastorales, en la edificación y mantenimiento de los templos y en el sostenimiento de las escuelas católicas. Incluso sostenía los seminarios diocesanos como si fueran colegios nacionales, y abonaba los sueldos de los obispos.
El número de clérigos comenzó a equilibrarse a fines del período rosista, con un aumento de la llegada de nuevos clérigos italianos tras las revoluciones de 1848. Con el comienzo de la Organización Nacional y el avance del liberalismo en Europa comenzaron a llegar nuevos sacerdotes en grandes cantidades, sobre todo desde España e Italia, junto con varias órdenes religiosas. Paulatinamente, los curatos de campaña y urbanos se fueron cubriendo, animando a los obispos a crear nuevas parroquias en localidades de nueva fundación, en particular en la región pampeana. Por otro lado, los obispos lograron poner en funcionamiento los seminarios diocesanos, y en 1858 fue fundado el Colegio Pío Latino Americano en Roma, donde se formaron varios sacerdotes argentinos.
El Concilio Vaticano I, celebrado entre 1869 y 1870, reforzó las posturas ultramontanas y conservadoras que se habían ido imponiendo en la Iglesia católica. Este concilio fue el primero en el que hayan participado obispos argentinos: el arzobispo porteño Mariano Escalada –que falleció en Roma días después de su finalización– y los obispos Achával, Gelabert y Rizo Patrón.

### Frente al apogeo del anticlericalismo
Pese a la personal posición católica del presidente Avellaneda, la mayoría de los dirigentes del Partido Autonomista Nacional, que gobernaba en todo el país, adhería a posiciones positivistas y liberales; entre ellos había ateos, deístas, y también católicos liberales, que no compartían la posición antiliberal de la jerarquía católica. Un ataque de furia anticlerical tuvo lugar en febrero de 1875, cuando un grupo de estudiantes incendiaron el colegio del Salvador e intentaron hacerlo también con la Catedral metropolitana. Creyendo amenazada la posición de la Iglesia, varios dirigentes formaron las primeras organizaciones políticas explícitamente católicas: el Club Católico, fundado por Félix Frías. Una nueva organización, la Unión Católica, dirigida por José Manuel Estrada (pensador), Tristán Achával Rodríguez, Miguel Navarro Viola, Emilio Lamarca y Pedro Goyena.

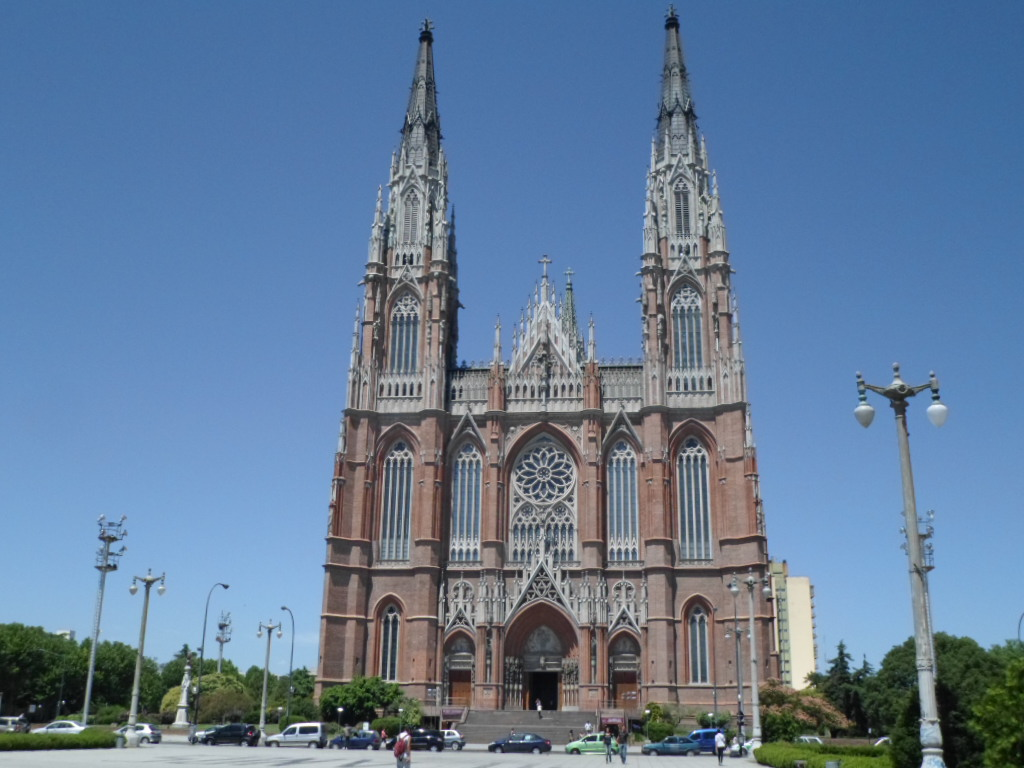
La Catedral de La Plata, construida entre 1884 y 1932.

Durante la presidencia de Julio Argentino Roca, el gobierno se esforzó por separar la Iglesia Católica del Estado: se sancionaron las leyes de Registro Civil y de matrimonio civil, se secularizaron los cementerios y, tras la celebración del primer Congreso Pedagógico Nacional, en 1884 se sancionó la Ley General de Educación N.º 1.420, que establecía la obligatoriedad y gratuidad de la educación primaria, además de que esta debía ser de carácter laico, prohibiéndose a las escuelas públicas impartir educación religiosa. La oposición a esta ley fue encabezada por el nuncio apostólico, monseñor Luigi Matera, que respaldó al canónigo Clara, de la diócesis de Córdoba, que había lanzado un anatema contra la Escuela Normal de esa ciudad; cuando el ministro de Relaciones Exteriores Eduardo Wilde le exigió explicaciones y le exigió que se abstuviera de interferir en el cumplimiento de las leyes nacionales, éste se rehusó. En respuesta, el presidente Roca expulsó del país a monseñor Matera en octubre de 1884, y en enero del año siguiente rompió relaciones diplomáticas con la Santa Sede. Se suspendieron los subsidios a los seminarios y se ordenó su cierre, aunque al año siguiente se dio marcha atrás con la medida: el conflicto principal era con la silla apostólica, no con las diócesis.
Poco antes, la Unión Católica había participado en las elecciones, y Estrada había sido elegido diputado nacional. La Unión participó en una enérgica campaña contra la implantación de medidas que quitaban a la Iglesia sus funciones sociales tradicionales, en particular contra la Ley de Educación y las leyes de Matrimonio Civil y del Registro Civil de 1888. Tuvieron una gran difusión en los periódicos y diarios, y también Goyena logró ser elegido diputado en 1886; no obstante, no pudieron impedir al avance de las leyes secularizantes.
El arzobispo de Buenos Aires, León Federico Aneiros, tomó la dirección del movimiento católico y enfrentó a los líderes políticos desde la prensa, el púlpito y hasta desde el Congreso Nacional, aunque sin éxitos apreciables. De hecho, la normalización de las relaciones entre la Iglesia y el Estado se inició después del fallecimiento de Aneiros en 1894: el 15 de febrero de 1897, por medio de la bula In Petri Cathedra fueron creadas tres nuevas diócesis: la de La Plata, cuyo primer obispo fue Mariano Antonio Espinosa, que posteriormente sería arzobispo de Buenos Aires; la de Santa Fe, con Juan Agustín Boneo como primer obispo; y la de Tucumán, donde fue trasladado quien hasta entonces había sido obispo de Salta, Pablo Padilla y Bárcena. Finalmente, durante la segunda presidencia de Roca se restablecieron las relaciones diplomáticas plenas, y se volvió al singular sistema de convivencia en cuanto al patronato.
Mientras tanto, en las provincias la posición de la Iglesia se tornaba algo más favorable: los seminarios lograron formar centenares de nuevos sacerdotes, la obra social de las congregaciones se expandió a las ciudades del interior, y la educación de calidad –en particular la formación secundaria– se repartía entre los Colegios Nacionales y los confesionales organizados por la Iglesia. En muchas provincias la ley provincial continuó indicando que la educación religiosa era obligatoria, y en la Patagonia prácticamente la única oferta educativa fue la de los colegios salesianos. A partir de la gestión del ministro Osvaldo Magnasco, la Iglesia recuperó espacios en el ámbito educativo, y se permitió la catequesis en las escuelas, a continuación de la educación formal.

### Nuevas congregaciones religiosas
Mientras el clero secular comenzaba muy lentamente a recomponer su dotación a partir de la Organización Nacional, también en ese período se produjo la llegada de nuevas congregaciones: los jesuitas volvieron a ser admitidos en 1857 y poco después abrieron el colegio del Salvador. En 1856 llegaron a Buenos Aires los sacerdotes del Sagrado Corazón de Jesús, también conocidos como sacerdotes bayoneses, porque se originaron en la diócesis de Bayona en Francia, y las primeras monjas de la congregación de las Hermanas de la Misericordia, dedicadas a la educación, y en 1859 se instalaron las Hermanas del Huerto, cuya actividad principal estuvo relacionada con la atención hospitalaria, de los alienados y de niños huérfanos. Ese mismo año llegaron también la Congregación de la Misión y las Hijas de la Caridad de San Vicente de Paul, llamados en su conjunto "vicentinos". En 1875 llegaron los primeros salesianos, que se especializarían en educación agrícola, y en 1879 las Hijas de María Auxiliadora, la rama femenina de los salesianos.

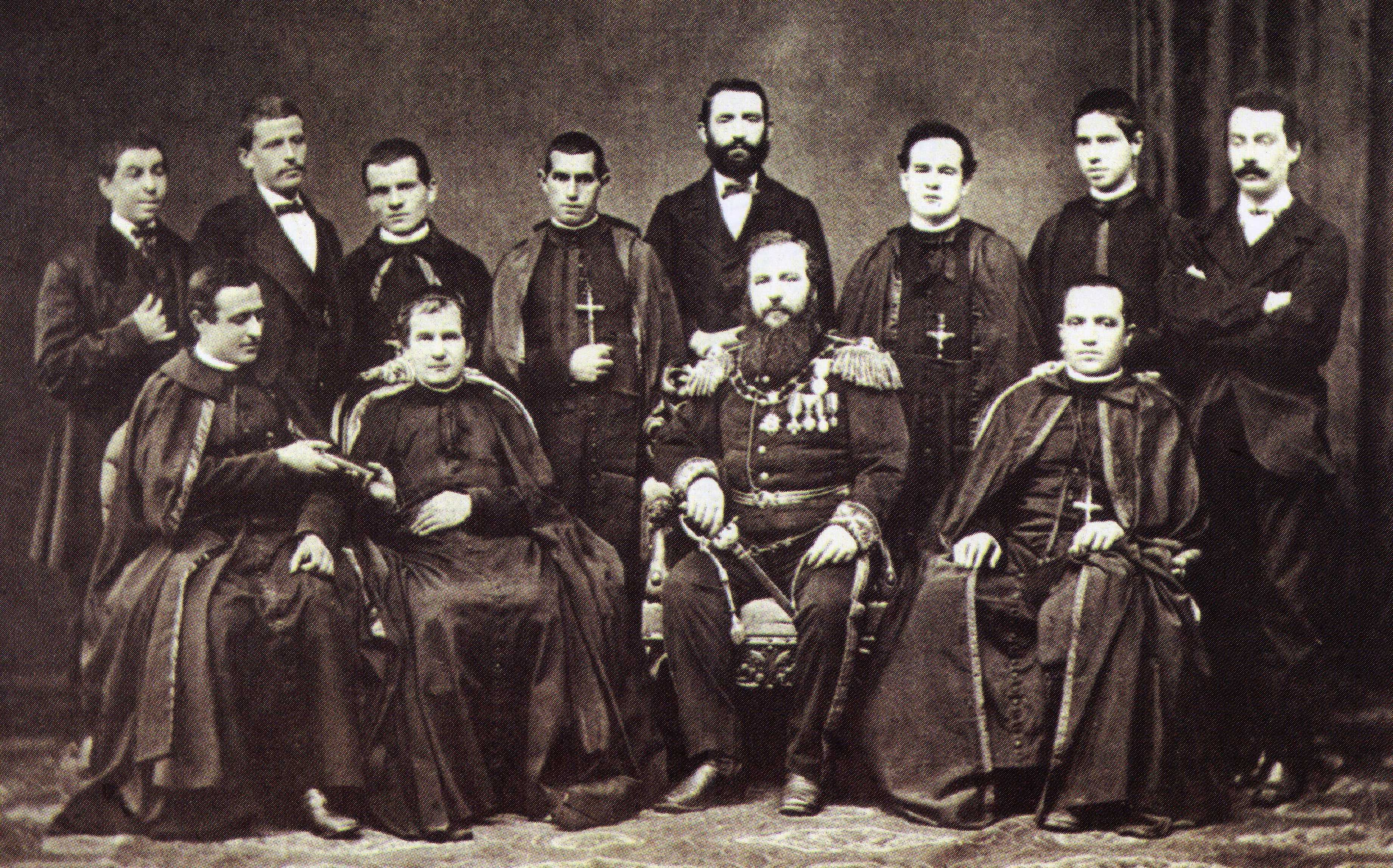
Los primeros salesianos enviados a la Argentina, días antes de su partida. Sentados, de izquierda a derecha: Cagliero, Don Bosco y el cónsul argentino en Génova.

Mientras en el período colonial solamente habían existido –además de la Compañía de Jesús– órdenes de frailes y monjas de clausura, en el nuevo período predominaron las congregaciones más nuevas. Los vicentinos, orden fundada en 1617, eran los más antiguos, mientras los salesianos habían sido fundados en 1859, apenas dieciséis años antes de llegar a la Argentina. Todos ellos tenían en común la vocación misionera, hospitalaria o educativa, antes que la mera oración y contemplación. Incluso los franciscanos, muy disminuidos en número, se vieron superados por la rama de la misma orden conocida como franciscanos de Propaganda Fide, llegados desde Italia, y dedicados especialmente a las misiones entre los indígenas.
Uno de los destinos más usuales para los padres regulares era misionar entre los indígenas. A diferencia del período colonial, se hicieron pocos intentos de crear misiones en territorio indígena, y en cambio se dedicaron a atraer a los nativos hacia las localidades "blancas", donde contaban con la protección de los ejércitos. Así existieron misiones en Carmen de Patagones y Azul (Buenos Aires), en Río Cuarto, o en San Fernando y San Jerónimo, en los bordes de la región chaqueña. Dado que simultáneamente estos indígenas estaban en guerra casi permanente con las fuerzas del gobierno, su eficacia fue mínima, y la situación fue aún peor cuando –a partir de mediados de la década del 60– las epidemias hicieron estragos entre la población indígena, empezando por las zonas de intercambio entre ambas comunidades, justamente donde estaban los misioneros. Hubo que esperar a la Conquista del Desierto y del Chaco entre 1879 y 1885 para que los franciscanos en la región chaqueña y los salesianos en el sur misionaran enérgicamente entre los vencidos, mientras proveían además educación a los migrantes que se instalaban en la Patagonia y la Pampa central.
Si bien no se trata de una orden religiosa, cabe mencionar que en 1908 llegó a la ciudad de Apóstoles el primer sacerdote de la Iglesia greco-católica ucraniana para atender a los inmigrantes ucranianos. Posteriormente se le agregaron otros sacerdotes seculares y numerosos monjes basilios.
Otras congregaciones llegaron posteriormente: los que más rápida expansión tuvieron fueron los Hermanos Maristas, llegados en 1903, y que construyeron decenas de colegios.
Una incorporación especial fue la de los monjes benedictinos, que llegaron al país desde Francia en 1899 para fundar la Abadía Benedictina del Niño Dios en las inmediaciones de la localidad de Victoria (Entre Ríos); fue la primera comunidad de benedictinos en toda Hispanoamérica. Como el Congreso Nacional se negaba a autorizar su ingreso si no ofrecían dedicarse a actividades útiles a la sociedad, debieron abrir junto a sus huertos una escuela agrotécnica. En 1916 se abrió una segunda abadía en la ciudad de Buenos Aires, y años más tarde se abrirían algunas otras abadías a lo largo del país.

### El surgimiento del laicado
Durante el período colonial, la palabra "laico" tenía una definición negativa, ya que todo el que no fuera clérigo era necesariamente un laico; con el fin del régimen de cristiandad dejó de tener sentido este uso del término, que pasó a ser polisémico: como adjetivo, designa a cosas, procesos o instituciones indiferentes al plano religioso. Como sustantivo, "laico" define al creyente o practicante que no es miembro del clero. La actividad laical tomó nuevos caminos, contribuyendo a la defensa de la Iglesia y sus derechos en la prensa y en la política, al sostenimiento del culto y de los templos, a la participaciòn en demostraciones públicas –manifestaciones, procesiones, peregrinaciones y misas en espacios abiertos– y la educación cristiana. Los laicos encontraron formas de participación activa por fuera de las directivas de la jerarquía eclesiástica, a la cual, más que seguirla, la acompañaban o la invitaban a sumarse. La aparición de organizaciones exclusivamente pertenecientes a una comunidad de inmigrantes, o las exclusivamente femeninas son un rasgo típico de las dos o tres décadas anteriores y posteriores al cambio de siglo.

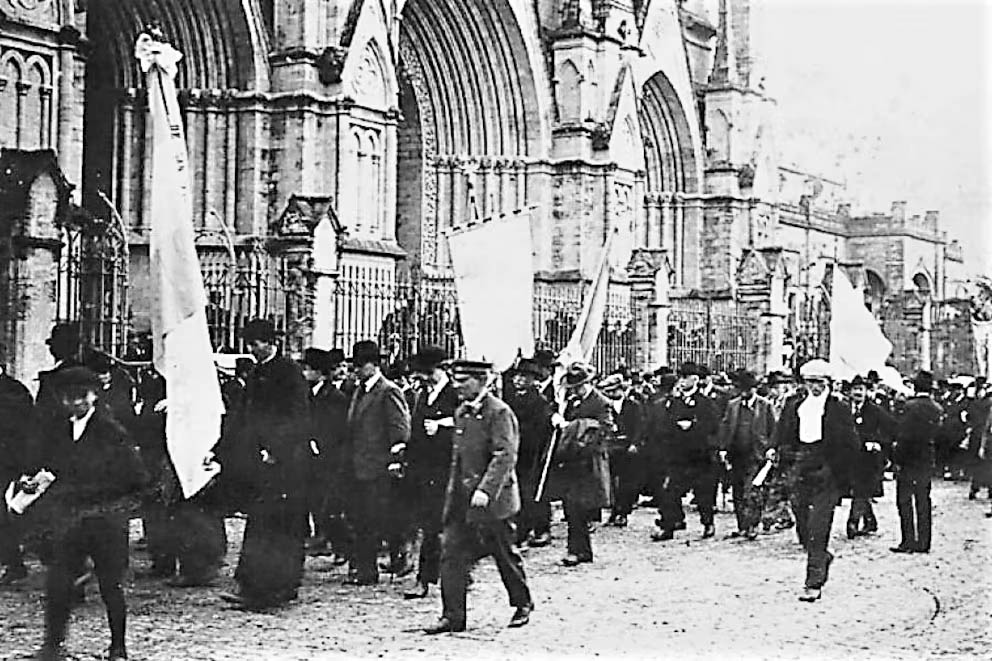
Una peregrinación a Luján en 1893.

Las primeras manifestaciones de la prensa católica coincidieron con el inicio de la Organización Nacional: La Religión apareció en Buenos Aires en 1853, El Orden en 1855, El Pensamiento Argentino en 1863, El Estandarte Católico en 1864. En la mayoría de ellos colaboró Félix Frías, primer líder del catolicismo político argentino. Posteriormente aparecerían El Católico Argentino en 1874, La América del Sud en 1876, La Unión en 1882 y La Voz de la Iglesia en 1882; a diferencia de todos los anteriores, este último era un periódico conducido y coordinado por el propio arzobispo de Buenos Aires. Otro periódico católico fue The Southern Cross, fundado por el sacerdote Patrick Joseph Dillon; aunque de carácter étnico, se dedicaba a defender los intereses de los criadores de ovejas irlandeses asentados en la provincia Buenos Aires, siendo el único de todos los periódicos mencionados que aún se publica.
La construcción de templos alcanzó entre 1860 y 1930 un ritmo acelerado, impulsado por la concentración de la riqueza en manos de grandes empresarios, en particular estancieros. Pero también la incipiente formación de una clase media ligada al comercio y la administración pública permitió, a través de la organización de sucesivas colectas, la construcción de nuevos templos en todas las localidades del país; si la construcción de la Catedral de La Plata fue obra del gobierno en su mayor parte, la Basílica de Luján fue exclusivamente producto de las donaciones de miles de fieles. Algunos templos –y no solamente pequeñas capillas, sino también grandes iglesias– fueron donados por una única persona. Un caso extremo fue el de Adelia María Harilaos de Olmos, que mandó construir las parroquias de Las Esclavas de Buenos Aires y San Judas Tadeo de La Plata, además de la Basílica de la Medalla Milagrosa, también en Buenos Aires.
Tras los intentos de principios de siglo de recrear una Iglesia basada en una piedad racional, la adscripción de las élites a ideas liberales y positivistas llevó a los creyentes a valorar una relación mucho más emotiva y simple con la religión, especialmente cuando se descubrió que gran parte de los creyentes residían ahora en el campo, y que entre la feligresía eran las mujeres quienes estaban siempre en mayoría. Dada la menor educación de la población rural y también de las mujeres, ahora se valoraba mucho más la fe sencilla de los iletrados que los cuestionamientos de los intelectuales.

### La Iglesia y la cuestión social
El crecimiento económico del país, que atravesó varias crisis pero fue en términos generales continuado hasta la Gran Depresión de la década de 1930, solamente fue posible merced a la inmigración y las migraciones internas a gran escala; el nivel de ingreso de los asalariados nunca fueron generosos, y la ostentación de la riqueza por parte de las clases adineradas y las sucesivas crisis económicas llevaron al desarrollo de conflictos laborales y sociales. Llegadas al país por los inmigrantes, las corrientes anarquistas y socialistas de distintas denominaciones encabezaron las protestas, que pronto alcanzaron altos niveles de violencia. Mientras la respuesta más habitual del Estado y los particulares fue responder a la violencia con una violencia mucho mayor, la Iglesia decidió competir con el socialismo y el anarquismo en la conciencia social de los obreros.
En 1891 el Papa León XIII dio a conocer la encíclica Rerum Novarum, basada en el catolicismo social, que versaba sobre las condiciones de las clases trabajadoras; allí dejaba patente su apoyo al derecho laboral de «formar uniones o sindicatos», reafirmaba en su apoyo al derecho de la propiedad privada y discutía sobre las relaciones entre el gobierno, las empresas, los trabajadores y la Iglesia, proponiendo una organización socioeconómica que más tarde se llamaría corporativismo.
Algunos círculos de obreros católicos surgieron por otro tipo de iniciativas: el primer círculo de obreros del noroeste fue fundado por impulso del convento dominico de San Miguel de Tucumán.
Federico Grote era un sacerdote que llegó a la Argentina en 1884 proveniente de Alemania, país que estaba en ese momento a la vanguardia del movimiento social católico. En 1892 fundó la Federación de Círculos Católicos de Obreros de la República Argentina, formados por obreros, pero dirigidos y financiados por católicos de las clases altas. Los Círculos editaron el periódico La Defensa, que fue sucedido por el diario El Pueblo, destinado a lectores de clase obrera, en los cuales se adoctrinaba en cuestiones religiosas y se hacía una activa propaganda contra las corrientes de izquierda. Los Círculos de Obreros cumplían todas las funciones sociales y de mutualismo de los sindicatos, y ocasionalmente negociaban salarios y condiciones de trabajo con las empresas, pero renunciando anticipadamente a toda medida de fuerza, tanto al uso de la violencia como de la huelga.
En 1906 el joven sacerdote argentino Miguel De Andrea sucedió a Grote y fue designado Subdirector del Círculo de Obreros. Tuvo una actuación descollante, a través de la cual buscaba también su promoción personal. Logró organizar grandes movilizaciones en relación con las celebraciones del Centenario y también marchas para presionar al Congreso Nacional a sancionar una serie de leyes en beneficio de los obreros. Mientras el mundo cambiaba drásticamente con la Revolución rusa de 1917, en Argentina se multiplicaba la actividad anarquista y socialista, mientras manifestantes socialcristianos irrumpían en la Casa Rosada, para pedir al presidente Hipólito Yrigoyen una ley de casas baratas e higiénicas, jubilación para los ferroviarios, ley de agencias de colocaciones y de accidentes de trabajo. De Andrea había conformado con los obreros, una fuerza social-cristiana eficaz. Luego organizó conferencias populares, realizando desde 1916 a 1919 422 asambleas populares, con un total de 1.85 conferencias de inspiración social cristiana. El 31 de mayo de 1923, Miguel De Andrea, por entonces obispo titular de Temnos y auxiliar de Buenos Aires, fundó la Federación de Asociaciones Católicas de Empleadas. El avance de las ideas totalitarias de izquierda –y en cierta medida también las de derecha– lo alarmaba, y proponía como remedio el perfeccionamiento de la democracia argentina.
La contracara de esta acción en beneficio de los obreros fue que los Círculos de Obreros actuaron como rompehuelgas en beneficio de los patrones ante las huelgas organizadas durante los gobiernos radicales del período de 1916 a 1930. En particular, fue muy notoria la combinación de la actuación pacífica de los Círculos con la acción violenta de la Liga Patriótica, aparentemente ambos coordinados por la Asociación Nacional del Trabajo, el cartel que aglutinaba a los empresarios que se negaban a negociar con los sindicatos.
Las iniciativas directas en favor de los obreros fueron casos aislados: el más notorio fue el del empresario Julio Steverlynck, quien –inspirado en la Rerum Novarum– fundó en 1924 la empresa Algodonera Sudamericana Flandria S.A. y comenzó a otorgar beneficios sociales a los trabajadores.

### La Iglesia argentina a principios delsigloXX
En las primeras décadas del siglo XX, la Iglesia argentina había perdido su posición de religión de estado y su monopolio educativo y cultural. Reorganizada merced a la iniciativa de la Santa Sede y reforzada por el aporte de centenares de sacerdotes europeos, era una Iglesia mucho más "romana" a la de principios del siglo XIX, es decir, muy parecida en su estructura a las iglesias europeas, y sometida en todo a la autoridad e iniciativa de la Curia pontificia. El Concilio Plenario de los obispos de América Latina, celebrado en Roma en los años 1898 y 1899, culminó el proceso de unificación ideológica y canónica de las iglesias del Nuevo Continente; desde entonces, las particularidades nacionales quedaron relegadas frente a la unificación romana, de inspiración papal. Desde la Santa Sede se le había impreso un antiliberalismo conservador a ultranza, y aún la renovación intelectual, dirigida por el tomismo, impregnaba el pensamiento oficial de la Iglesia de una tendencia conservadora y elitista. Por esa misma razón, la Iglesia rechazaba tanto al liberalismo como a las corrientes políticas que lo enfrentaban por izquierda, es decir tanto al socialismo como al anarquismo; la acción de los primeros sindicatos argentinos mereció su repudio más absoluto desde el principio.

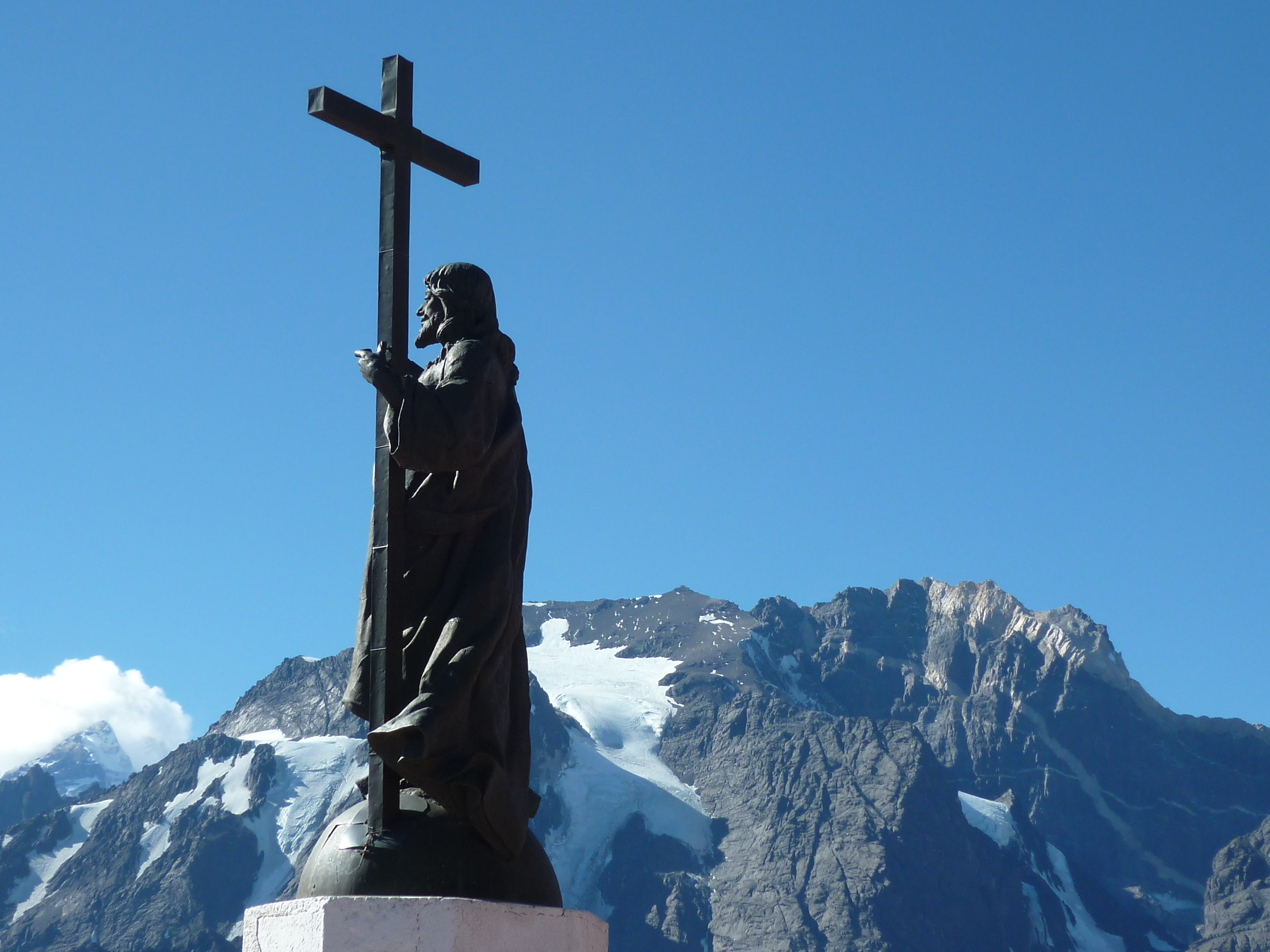
El Cristo Redentor de los Andes, erigido en 1904 en el límite con Chile, en conmemoración de la superación de un conflicto de límites que había llevado a ambos países al borde de la guerra.

El clero había sufrido un desprestigio profundo a causa de deficiencias en su formación y de la decadencia de la disciplina y la moral de sus miembros. No obstante, la llegada de gran cantidad de clérigos extranjeros y la reorganización de los seminarios diocesanos –muchos de ellos dirigidos por los jesuitas– habían hecho ya grandes progresos en el sentido de revertir esa situación. La acción de los laicos había cambiado sustancialmente, y en el siglo XX sus iniciativas estaban mediatizadas por la autoridad eclesiástica, excepto las iniciativas políticas de la década del 80, que además habían resultado efímeras: la Unión Católica había participado en segunda línea en los hechos previos a la Revolución del Parque de 1890, pero poco después había desaparecido como partido.
Mientras la elite política e intelectual subestimaba a la Iglesia como una organización anacrónica y resistía cualquier gesto de su parte que pusiera en duda la soberanía nacional, simultáneamente, apoyaba las acciones "civilizatorias" de la Iglesia, tanto en lo que respecta en la conversión de los indígenas al catolicismo –considerada condición necesaria para su ingreso a la civilización– como en la educación de las elites y de los inmigrantes, la acción reformatoria y carcelaria entre las mujeres de mala vida o la colaboración en la atención hospitalaria. La capacidad organizativa de la Iglesia complementaba la del Estado en sectores de la acción pública que éste no había podido aún tomar a su cargo.
En 1910 se fundó la Universidad Católica de Buenos Aires, pero la negativa de los sucesivos gobiernos nacionales a permitirles emitir títulos habilitantes llevó finalmente la institución a su disolución en 1922.
En la Argentina existían ya diez diócesis y una arquidiócesis: a las existentes a fines del siglo anterior se le sumaron la de Santiago del Estero, creada en 1907, y las de Corrientes y Catamarca, creadas en 1910. Además se habían creado vicarías foráneas en las capitales de cada uno de los territorios nacionales ubicados fuera de las provincias argentinas. Desde 1902, los obispos se reunían cada tres años en una conferencia episcopal argentina, que emitía documentos firmados por el conjunto de los obispos, lo cual tendía también a la unificación doctrinaria entre ellas.

## Del "mito de la nación católica" a la Iglesia delsigloXXI

### Democracia e integrismo
La expresión «mito de la nación católica» fue creada y aplicada a la Argentina por el historiador italiano Loris Zanatta, pero sociólogos argentinos, como Juan Carlos Torre, han cuestionado su forma de categorizar e interpretar la evolución del catolicismo argentino en las primeras décadas, sosteniendo que «Zanatta está mirando a la Argentina demasiado desde España y desde Italia», sin tener en cuenta que Buenos Aires no era comparable a Madrid, porque estaba considerablemente secularizada y predominaba un catolicismo menos integrista que el que caracterizaba la visión organicista antiliberal.
En 1902, el padre Grote fundó la Liga Democrática Cristiana, que no logró organizarse como un partido político, sino como un recurso organizativo para la participación política de los católicos. En 1911 se transformó en Unión Democrática Cristiana. Ésta se disolvió en 1919 y a principios de la década de 1920, se reunieron nuevamente los integrantes de la ex Unión Democrática Cristiana, bajo el nombre de  Unión Popular Católica Argentina.

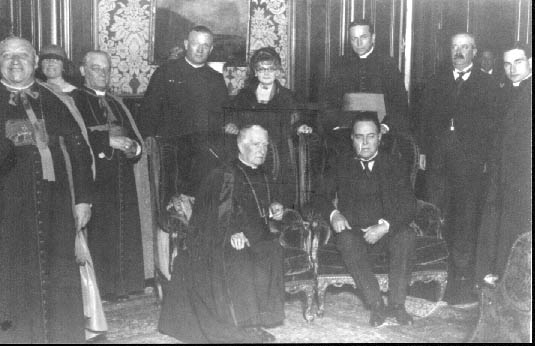
Entrevista entre el presidente Hipólito Yrigoyen y el nuncio apostólico, en presencia de Adelia Harilaos de Olmos.

En 1916, tras la sanción de la Ley Sáenz Peña, la Unión Cívica Radical, de inspiración netamente anticlerical, ocupó el gobierno nacional. Además de los partidos conservadores, existían también dos opciones políticas más: el Partido Socialista y el Partido Demócrata Progresista, ambos de indudable sesgo anticlerical. La educación católica acercó a la Iglesia a los hijos de los dirigentes de las generaciones anteriores, mientras avanzaba el temor al comunismo tras el ejemplo de la Revolución Rusa. El progresivo desencanto de las clases acomodadas y media causaron la difusión de ideas autoritarias, especialmente tras la llegada del fascismo al poder en Italia. Las ideas corporativistas se instalaron en la sociedad, aunque su crecimiento fue moderado debido a la bonanza económica y la libertad política. No obstante, algunos sectores católicos adhirieron a estas ideas, impulsados los acontecimientos en México de la guerra cristera.
Los gobiernos radicales procuraron acercarse a la jerarquía eclesiástica, pero no resultó sencillo: en 1923, tras el fallecimiento del arzobispo Mariano Antonio Espinosa, el presidente Marcelo T. de Alvear propuso para su reemplazo al obispo auxiliar Miguel De Andrea, el cual fue rechazado por la Santa Sede, por presión de sectores católicos argentinos conservadores. Alvear insistió en su postulación y rechazó el administrador del arzobispado nombrado por el nuncio, desnudando la ficción acerca del patronato y dividiendo la opinión pública entre ambas posturas. La situación solamente pudo resolverse tres años más tarde, cuando ambas partes cedieron en sus posiciones.
Creados en 1922, los  Cursos de Cultura Católica ofrecían formación teológica y filosófica a estudiantes universitarios y profesionales, paralela a la de las universidades oficiales; en ellos participó Tomás Casares, uno de los principales difusores del tomismo en Argentina.
En 1928 empezó a publicarse Criterio, una revista católica de actualidad, política, religión y cultura que se edita hasta la actualidad, cuyo su primer director fue Atilio Dell'Oro Maini. Las clases medias y los obreros disponían de un diario moderno, El Pueblo, que defendía posiciones católicas sin rechazar ciertos giros "mundanos", tales como la publicidad de vestimenta y moda.
Los Círculos Católicos de Obreros se dieron por primera vez dirigencias exclusivamente formadas por obreros, llegando a su máximo número de cotizantes –unos 40 000– en 1924.[cita requerida] Distintos grupos lanzaron las conferencias populares, durante las cuales sucesivos oradores católicos hablaban en la vía pública en barrios humildes, donde hasta poco antes solamente llegaba la voz de los agitadores anarquistas y socialistas, cuya resistencia a los oradores religiosos causó además algunos disturbios.
La década de 1920 presenció un proceso dual, durante el cual distintas iniciativas laicas alcanzaron gran empuje, mientras la jerarquía eclesiástica se esforzaba por encauzarlas bajo su dirección. Mientras la situación económica y política fue favorable para las expresiones de diversidad, las iniciativas laicas siguieron obrando con autonomía; pero esa situación se desmoronó por completo en menos de un año: en octubre de 1929 estalló la Gran Depresión, que causó una grave crisis económica y social en la Argentina, y en septiembre de 1930 el presidente Hipólito Yrigoyen fue derrocado por militares y civiles animados de ideas corporativistas y antidemocráticas. Impulsados por la incertidumbre, gran cantidad de miembros de las clases medias apoyaron ideas nacionalistas de derecha. Muchos católicos apoyaron estas posturas, como los nucleados en el periódico La Nueva República, y varios de los editores de Criterio.

### Nueva alianza entre la Iglesia y el Estado
A comienzos de la década de 1930 y por alrededor de veinte años, la Iglesia se vio favorecida con una relación amigable y de cooperación con el Estado argentino. La dictadura de José Félix Uriburu y el gobierno legal –aunque surgido de la proscripción del radicalismo y del fraude electoral– de Agustín Pedro Justo se esforzaron por mostrarse apoyados por la jerarquía eclesiástica, aun cuando muchos de sus dirigentes no eran realmente católicos practicantes.
Tras el golpe de Estado, y mientras duró la crisis económica, los laicos perdieron toda iniciativa, y todos sus resortes fueron sometidos al estricto control de la jerarquía; la pieza central del laicado fue la Acción Católica Argentina, fundada en 1931. Creada a semejanza de la Acción Católica italiana, estaba como aquella organizada jerárquicamente y enteramente separada en cuatro ramas, según edad y sexo. La ACA tendría un crecimiento muy rápido, y continuaría creciendo –aunque más lentamente– durante la década siguiente, llegando a unos 70 000 miembros en torno al año 1950.

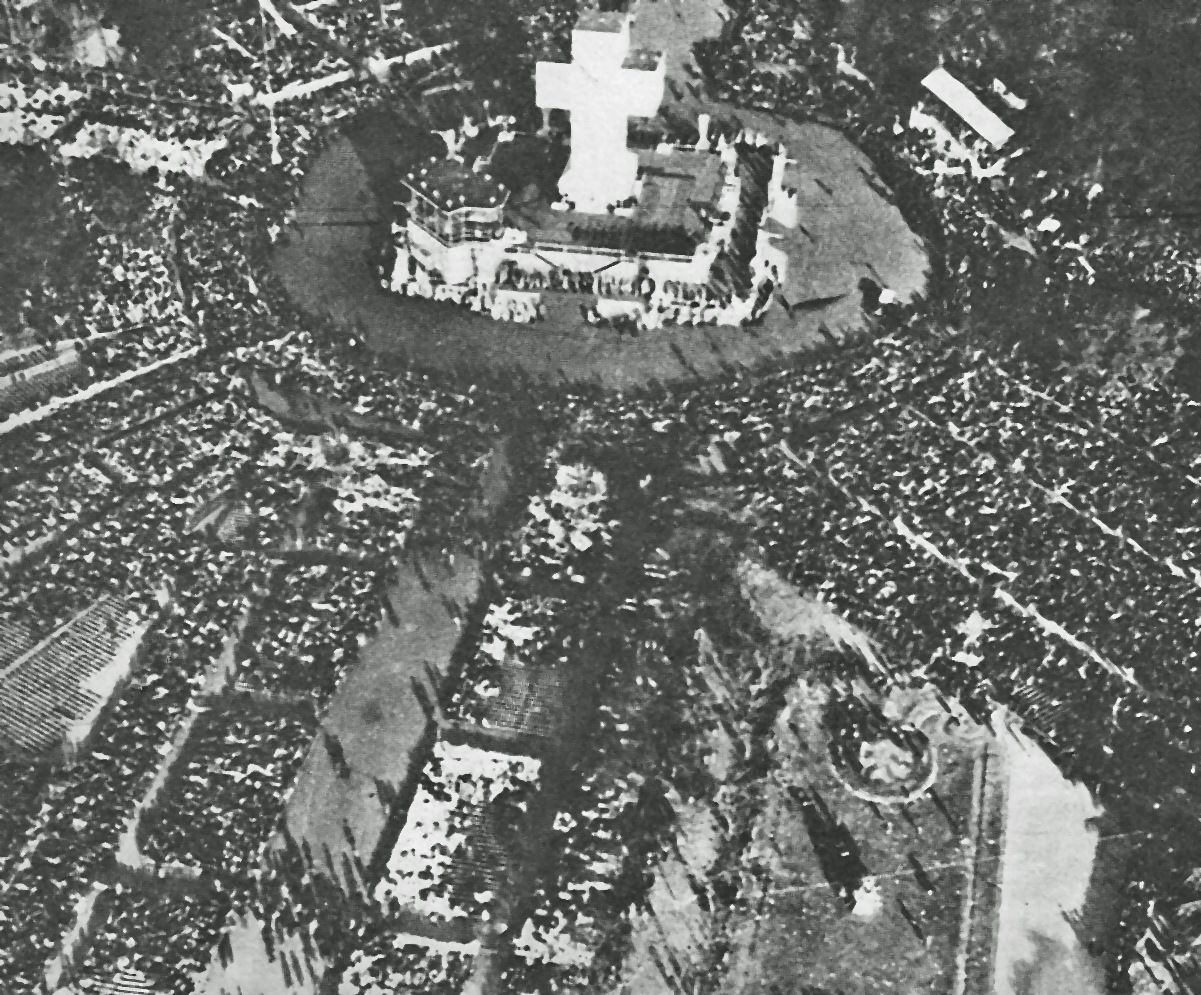
Congreso Eucarístico celebrado en Buenos Aires en el año 1934.

La iniciativa y la dirección de todas las organizaciones católicas fueron asumidas por el clero; Criterio pasó a ser dirigida por monseñor Gustavo Franceschi y se comenzaron a editar diarios y periódicos en las principales ciudades del interior, aunque su carácter excesivamente clerical limitó su expansión.
El 20 de abril de 1934, el papa Pío XI emite la bula Nobilis Argentinae nationis, por la cual creaba seis nuevas arquidiócesis en Córdoba, La Plata, Paraná, Salta, San Juan y Santa Fe, y nueve nuevas diócesis – AzulBahía Blanca, Jujuy, La Rioja, Mendoza, Mercedes, Río Cuarto, San Luis y Viedma– en la mayor reorganización de la Iglesia argentina que se haya hecho hasta la actualidad. Dos años más tarde era nombrado el primer cardenal argentino e hispanoamericano, Santiago Copello, arzobispo de Buenos Aires.
El mismo día que el mártir Héctor Valdivielso Sáez, el primer santo argentino, entregó su vida el 9 de octubre, comenzó el Congreso Eucarístico Internacional de 1934 que marcó un renacimiento del catolicismo argentino, un hito a partir del cual se inició una vida nueva de la Iglesia en la Argentina, aumentaron las diócesis, crecieron las vocaciones, se construyeron nuevas parroquias, y el laicado cobró conciencia de su importancia en la Iglesia.
El XXXII Congreso Eucarístico Internacional se llevó a cabo en Buenos Aires del 9 y el 14 de octubre de 1934, con la presencia del Secretario de Estado Vaticano, Eugenio Pacelli, el futuro papa Pío XII. Resultó un evento religioso de primera magnitud, y también un fenómeno de masas de enorme magnitud, que movilizó cientos de miles de fieles en sucesivas ceremonias en los bosques de Palermo.
El éxito del Congreso y la exitosa unificación de la Acción Católica, junto a la difusión católica por medios de masas, como los periódicos y especialmente la radio, hicieron creer a muchos católicos que la Argentina podría volver a ser una sociedad enteramente identificada con la Iglesia, desarrollando el llamado "mito de la nación católica". También el ejército modificó su tradicional postura y adoptó la identificación de la Nación con la Iglesia; las ceremonias religiosas pasaron a formar parte de la rutina militar, y una amplia mayoría de los oficiales militares se hicieron católicos practicantes. Dentro de la Iglesia alcanzaron gran difusión las posturas nacionalistas, como las del padre Leonardo Castellani, exacerbadas en ocasiones en una postura antisemita, como la sostenida por el padre Julio Meinvielle, que sin embargo era un crítico del nazismo.
Otros avances de la época fueron la Unión de Scouts Católicos Argentinos (USCA), fundada en 1937, y la Juventud Obrera Católica (JOC), del año 1940, que intentó sin éxito unificar y reemplazar a los Círculos de Obreros.
Durante esta época se observó el surgimiento del revisionismo histórico, una corriente historiográfica que incluía autores dedicados a rescatar los aportes del catolicismo en la historia del país. En este grupo cabe rescatar a Manuel Gálvez, Rómulo Carbia, Guillermo Furlong y, más tardíamente, a Vicente Sierra y José María Rosa.
En 1939 diversos grupos católicos que adherían al pensamiento de Jacques Maritain formaron la Unión Demócrata Cristiana en la ciudad de Buenos Aires y en 1940 la Unión Federalista Demócrata Cristiana y la Unión Democrática Cristiana, en Córdoba. Eran grupos independientes y sin muchos puntos en común, aunque defendían posturas democráticas y se oponían a los sectores que habían apoyado al franquismo y el fascismo.

### Iglesia católica y peronismo
En junio de 1943, un golpe de Estado implantó una nueva dictadura, de inspiración nacionalista y de derecha, aunque posteriormente los dirigentes más identificados con el fascismo –como Gustavo Martínez Zuviría– fueron desplazados. En el nuevo gobierno alcanzó gran poder el entonces coronel Juan Domingo Perón, que estableció una alianza estratégica con los sindicatos, concediendo nuevos derechos laborales y sociales a las clases obreras. Perón fue elegido presidente y asumió en junio de 1946. Desde el principio tuvo la férrea oposición de todos los demás partidos, a los que derrotó en cinco elecciones sucesivas, mientras concentraba en el partido gobernante todo el poder y limitando las libertades cívicas tradicionales.
Dado que la dictadura se había identificado con la Iglesia –había implantado la educación religiosa en las escuelas estatales– y el peronismo rechazaba las iniciativas de muchos de sus opositores que impulsaban la separación de la Iglesia y el Estado, la jerarquía eclesiástica pidió a sus fieles el voto por Perón y su partido. Las relaciones de Perón con la Iglesia fueron muy cordiales; monseñor Copello, el obispo de Resistencia, Nicolás De Carlo, y el arzobispo de Rosario, Antonio Caggiano, fueron identificados como peronistas. El padre Hernán Benítez tenía una gran influencia en el gobierno, especialmente sobre Eva Perón, de quien era confesor.
Entre las construcciones, la más notable fue la Basílica de Nuestra Señora de Itatí, en Corrientes, terminada en 1950.
En 1950, a pedido de monseñor Caggiano, se instaló en la Argentina el Opus Dei en la Argentina.

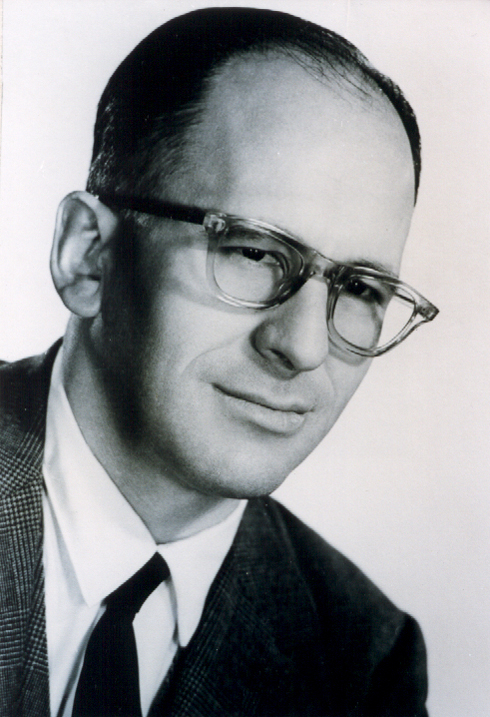
Siervo de Dios Enrique Shaw (1921–1962)

En 1952 el empresario Enrique Shaw fundó la Asociación Cristiana de Dirigentes de Empresa (A.C.D.E.)
La relación se empezó a distanciar cuando sectores de la Iglesia se resentían de ciertas actitudes del peronismo, como la actividad de la Fundación Eva Perón, que desplazaba a la Iglesia de su tradicional administrador de obras de caridad, declaraciones de dirigentes como Raúl Mendé, que comparaba a Perón con Jesucristo, el apoyo oficial a un gran acto público de la Escuela Científica Basilio en el Luna Park o el presunto adoctrinamiento de los jóvenes a través de la Unión de Estudiantes Secundarios.
No obstante, hasta 1954 nada hacía presagiar el choque entre el peronismo y la Iglesia que estalló ese año; algunos autores han visto como un detonante la fundación del Partido Demócrata Cristiano en julio de ese año, lo que Perón habría tomado como un desafío personal. 
En la redacción de las bases de la Democracia Cristiana en la Argentina colaboraron el Siervo de Dios Enrique Shaw, que dos años antes había fundado la Asociación Cristiana de Dirigentes de Empresa (ACDE), Horacio Sueldo y Rodolfo Barraco Aguirre.
En octubre de ese año, incitado por varios de sus colaboradores, Perón inició una serie de virulentos ataques verbales contra sectores de la Iglesia, a los que acusaba de inmiscuirse en política; el Congreso propuso y aprobó rápidamente una serie de leyes que llevaron a la separación de la Iglesia y el Estado: en apenas cuatro meses, se eliminó la educación religiosa en las escuelas estatales, se prohibieron los actos religiosos en la vía pública, se sancionó una ley de divorcio vincular y se autorizaron establecimientos donde se ejercía la prostitución.

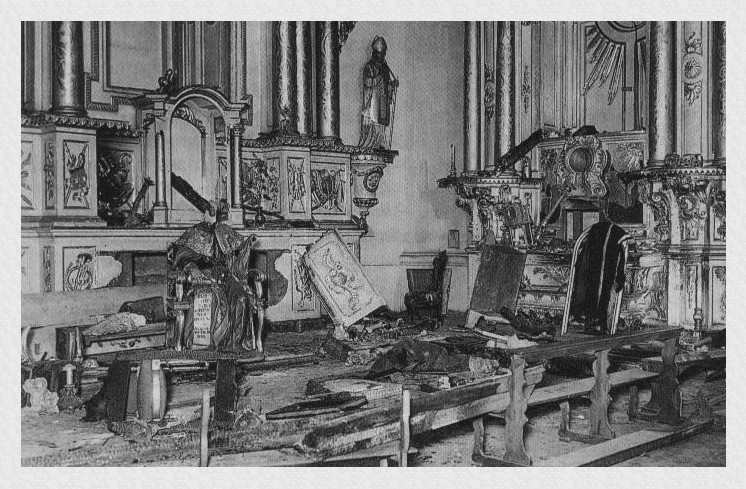
Destrozos en la Iglesia de San Ignacio (Buenos Aires), en junio de 1955.

Dirigentes de todas las vertientes de la oposición –incluidos radicales y socialistas notoriamente ateos– se pronunciaron en defensa de la Iglesia y participaron en manifestaciones y procesiones. Por su parte, muchos nacionalistas católicos que hasta entonces habían apoyado al gobierno pasaron a la oposición, que en el caso de los oficiales del Ejército era velada, y por ello más peligrosa aún.
En tanto en muchas iglesias se pronunciaban vigorosas arengas políticas desde el púlpito, se producían detenciones de sacerdotes con diferentes imputaciones. La procesión de Corpus Christi de junio de 1955 –expresamente prohibida por el gobierno– reunió unas 200 000 personas en la Catedral de Buenos Aires y la plaza de Mayo, ocasión en que se produjeron algunos desmanes; entre ellos el reemplazo de la bandera nacional por la del Vaticano en el Congreso de la Nación. El mismo día, el gobierno acusó a los manifestantes de haber quemado una bandera argentina y se abrió una investigación judicial. Dos clérigos Manuel Tato y Ramón Novoa, fueron expulsados del país; en respuesta, la Santa Sede decretó la excomunión de los responsables de su expulsión, medida que incluía al presidente Perón; no obstante, la medida no fue refrendada por el papa Pío XII, por lo que nunca habría entrado en vigor.
Días más tarde, pilotos de la Armada Argentina intentaron matar a Perón, perpetrando a continuación el bombardeo de plaza de Mayo, asesinado a más de 300 personas e hiriendo a centenares; varios de los aviones llevaban la insignia de Viva Cristo Rey. Tras el fracaso del intento de golpe de Estado, manifestantes peronistas atacaron y produjeron destrozos en diversos templos católicos y en la Curia Eclesiástica, mientras la policía y los bomberos se abstenían de intervenir. La Catedral fue atacada, pero otras iglesias sufrieron daños mucho más graves, llegando algunas a ser casi completamente destruidas.
En el mes de septiembre, un nuevo golpe de Estado logró finalmente expulsar a Perón del gobierno y del país, dirigido por militares nacionalistas católicos, como es el caso de quien asumió brevemente el gobierno, general Eduardo Lonardi. Incluso el arzobispo de Córdoba, Fermín Lafitte, colaboró activamente con los comandos civiles al principio de la rebelión.

### La época del Concilio Vaticano II
La totalidad del Estado, los medios de comunicación y las instituciones educativas fueron "desperonizadas", eliminando a todos los que se hubieran identificado con el gobierno depuesto y nombrando para los cargos públicos a notorios antiperonistas. La Iglesia se plegó por completo a este proceso: el arzobispo Copello fue enviado a Roma, y la dirección de la Iglesia argentina quedó en manos de los más exaltados antiperonistas, guiados por Lafitte y Caggiano. El propio Lafitte se negó a interceder para evitar las ejecuciones en masa que siguieron al levantamiento de Valle en junio de 1956. Por su parte, la Democracia Cristiana se alineó con los sectores antiperonistas más radicalizados.
En febrero de 1957 se produjo una reorganización masiva de las jurisdicciones eclesiásticas, al ser creadas las arquidiócesis de Bahía Blanca y de Tucumán, y doce diócesis: Comodoro Rivadavia, Formosa, Gualeguaychú, Lomas de Zamora, Mar del Plata, Morón, Nueve de Julio, Posadas, Reconquista, San Isidro, Santa Rosa y Villa María.

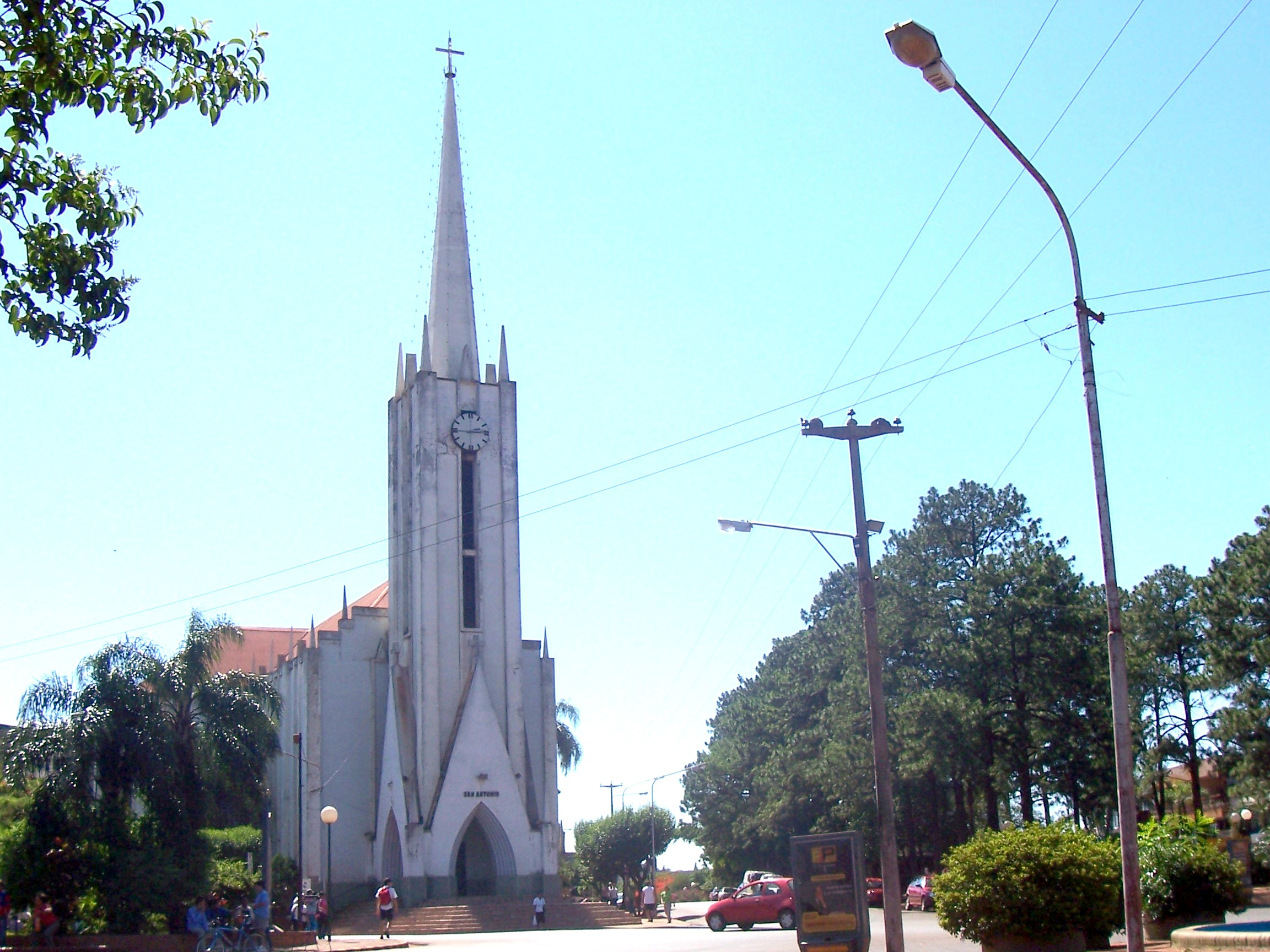
Catedral de Oberá.

El presidente Arturo Frondizi, que sucesor de la dictadura que había derrocado a Perón, anunció que llevaría adelante un proyecto de Dell'Oro Maini, que había sido ministro de la dictadura, para permitir la creación de universidades privadas que pudieran para entregar diplomas académicos y títulos profesionales habilitantes. La medida, una vieja aspiración de la Iglesia católica, pero que contaba con la firme oposición de diferentes sectores género intensos debates realizados en distintos ámbitos durante el mes de septiembre fueron acompañados por el inicio de masivas protestas ciudadanas contra la medida, de desórdenes callejeros y en algunos colegios secundarios como el Mariano Moreno y el Mariano Acosta, de la ciudad de Buenos Aires. El 10 de septiembre el diputado Becerra presentó en la Cámara de Diputados un proyecto para derogar el polémico artículo 28 y simultáneamente la FUBA dispuso una huelga general de los universitarios. Si bien la Iglesia no sería la única beneficiaria, era claramente la institución con más recursos para aprovechar la medida, por lo que sus detractores acusaron al gobierno de querer favorecerla, lanzando una campaña en defensa de la educación laica; el conflicto es conocido en la historia argentina por el lema Laica o libre.
Pese a la oposición de las organizaciones estudiantiles, que se lanzaron a sucesivas manifestaciones en la vía pública, y de todos los rectores de las universidades nacionales, en octubre de 1958 el presidente decretó la habilitación de las universidades privadas. En muy pocos años fueron fundadas varias universidades católicas, de las cuales las más destacadas fueron la Universidad Católica Argentina, fundada por monseñor Octavio Derisi en Buenos Aires, la Universidad del Salvador, también en Buenos Aires, y varias otras en Córdoba, Cuyo, La Plata, Salta, Santa Fe, Santiago del Estero y Tucumán.
Una nueva oleada de creación de diócesis se produjo entre abril y junio de 1961, con la creación de las arquidiócesis de Corrientes y de Mendoza –ambas por la bula Nobilis Argentina Respublica del 10 de abril de 1961– y las diócesis de Añatuya, Avellaneda, Concordia, Goya, Neuquén, Río Gallegos, San Francisco, San Martín, Rafaela, Nueva Orán, y San Rafael. El 12 de agosto de 1963, Rosario fue elevada a arquidiócesis y se crearon las diócesis de Concepción, Cruz del Eje, Presidencia Roque Sáenz Peña y Venado Tuerto. De ese modo, al momento del cierre del Concilio, existían en la Argentina doce arquidiócesis y 38 diócesis.
Convocado por el papa Juan XXIII con la idea de actualizar el mensaje de la Iglesia ante el mundo y modernizar sus estructuras, entre 1962 y 1965 sesionó en Roma el Concilio Vaticano II. Se hicieron reformas profundas en la liturgia, impulsando el uso de las lenguas vernáculas en todos los ritos y ceremonias, se inició un gran avance de las iniciativas ecuménicas y se asentaron declaraciones sobre temas como la naturaleza de la iglesia, la misión de los laicos y la libertad religiosa. Prácticamente todos los obispos argentinos participaron del Concilio, aunque ninguno descolló personalmente.
Durante la gestión de Frondizi se iniciaron negociaciones para la firma de un concordato con la Santa Sede, continuadas por el canciller de Arturo Illia, Miguel Ángel Zavala Ortiz, que a principios de 1966 llegó a un acuerdo con el nuncio sobre el texto definitivo. El mismo debía ser firmado en el mes de junio, pero Illia fue derrocado ese mismo mes. El concordato, finalmente firmado por el canciller de la dictadura el 16 de octubre de 1966, otorgaba la más amplia libertad a la Santa Sede para el nombramiento de los obispos y para la erección de nuevas diócesis y su delimitación; se liberaban además las comunicaciones entre la Santa Sede y sus obispos y párrocos. El Estado se obligaba solamente a pagar los sueldos de los obispos como si fueran empleados públicos, y quedaba liberado de otras obligaciones económicas. Desde entonces, cuando una jurisdicción eclesiástica queda vacante, el nuncio apostólico realiza de forma sigilosa una ronda de consultas a actores religiosos relevantes; antes de nombrar de un nuevo obispo, la Santa Sede comunica reservadamente su candidato al gobierno, que dispone de treinta días para objetarlo. De este modo quedó establecida la separación definitiva entre la Iglesia y el Estado, que se definiría a nivel constitucional en la reforma de 1994.

### Sacerdotes para el Tercer Mundo
Desde el momento en que se anunció la convocatoria al Concilio comenzaron a hacerse oír voces que llamaban a una actualización pastoral y litúrgica de la Iglesia; si bien se mantuvieron como una minoría y el cardenal Caggiano lideró la posición de quienes pretendían que el Concilio se limitara a confirmar la postura rígidamente conservadora de la Iglesia tradicional, algunos prelados, como Eduardo Pironio, rector del Seminario de Buenos Aires y el nuevo director de la revista Criterio desde 1957, Jorge Mejía, llamaron a una renovación total de la doctrina, el discurso y la disciplina dentro de la Iglesia.
El Concilio, la constitución pastoral Gaudium et spes y las encíclicas Pacem in terris y Populorum progressio fueron vistos por muchos sectores como un punto de partida para ulteriores transformaciones en la estructura de la Iglesia y en el mensaje evangélico. En América Latina estas esperanzas se vieron acrecentadas a partir de la Conferencia de los obispos del año 1968 en Medellín, a partir de las invocaciones a la necesidad de la promoción del hombre y de los pueblos hacia los valores de justicia, paz, educación y familia.
Durante el transcurso del Concilio, tres obispos argentinos firmaron junto a otros cuarenta el Pacto de las catacumbas, por el cual se comprometieron a adoptar una vida de sencillez y despojada de posesiones, y nueva actitud pastoral, orientada a los pobres y los trabajadores.
Las primeras controversias de gravedad surgieron en 1966 en la arquidiócesis de Mendoza, donde la mitad del clero se declaró en huelga para exigir la pronta reforma de la organización eclesiástica local; la respuesta de la Conferencia Episcopal fue ordenar a los sacerdotes someterse en todo al arzobispo y ejercer solamente como intermediarios entre éste y la feligresía. Como resultado, varios sacerdotes renunciaron a sus cargos y el Seminario quedó sin profesores, lo que obligó a su clausura.
Numerosos sacerdotes abandonaron su ministerio para casarse, pero llamó poderosamente la atención la renuncia a su cargo de monseñor Jerónimo Podestá, obispo de Avellaneda, por presión del nuncio. Su renuncia había sido causada por su enfrentamiento con el dictador Juan Carlos Onganía y con monseñor Plaza, arzobispo de La Plata, acerca de la pastoral entre los pobres y obreros, y por hechos de corrupción ligados a un banco, "porque el gobierno silenció y tapó los problemas que (monseñor Plaza) tenía con el Banco Popular de La Plata". En efecto, plaza había adquirido el paquete accionario del Banco Popular de La Plata, lo que terminó en una estafa. Cinco años después de ser removido de su cargo, Podestá fue suspendido a divinis por el Vaticano, razón por la cual se casó con Clelia Luro; ambos fundaron la Federación Latinoamericana de Sacerdotes Casados (FLSC).
Anticipando el movimiento de la teología de la liberación que se iniciaría dos años después, el último día de 1967 se fundó el Movimiento de Sacerdotes para el Tercer Mundo y dentro del mismo, al año siguiente el movimiento de curas villeros. Desarrolló su propia vertiente teológica, la teología del pueblo, y llevó adelante su acción social en villas miseria y barrios obreros. Junto al discurso ligado a la justicia social y la liberación nacional, esta corriente eclesiástica proclamó la opción preferencial por los pobres. El más destacado representante de esta corriente fue el padre Carlos Mugica, de larga trayectoria en la evangelización de las villas miseria; su acercamiento a organizaciones armadas como Montoneros parece haber sido la causa de su asesinato en mayo de 1974.
En muchos casos, los curas tercermundistas asociaron su acción a organizaciones de la izquierda peronista, llegando en el caso del padre Gerardo Ferrari a incorporarse a la organización guerrillera FAP. El vínculo entre la Iglesia y las organizaciones armadas operaba en ambos sentidos: los fundadores de Montoneros eran católicos devotos, y algunos de ellos habían sido parte del Movimiento Nacionalista Tacuara, grupo guerrillero de ultraderecha inspirado por el padre Meinvielle, antes de virar hacia la izquierda peronista.
Junto al clero, diversas organizaciones laicales colaboraron en la ayuda social, haciéndose muy frecuentes las misiones de laicos en las zonas más pobres del país y en las villas miseria. En ocasiones enfrentaron abiertamente la autoridad de la jerarquía eclesiástica: en 1969, el pueblo de Cañada de Gómez se movilizó durante semanas, defendiendo a su párroco contra la decisión de reemplazarlo tomada por el arzobispo de Rosario, que los derrotó con ayuda de la policía.
Los católicos incursionaron también en el arte popular, incluso en el folklore y el rock, llegando a editar grandes éxitos como la Misa criolla (1965) de Ariel Ramírez y La Biblia de Vox Dei.
El Partido Demócrata Cristiano, liderado por Horacio Sueldo y José Antonio Allende, hizo un giro hacia posturas progresistas e incluso de centroizquierda; aunque se presentó dividido y formando parte de dos alianzas, obtuvo sus mejores resultados en las elecciones legislativas de 1973.
De todos modos, una parte importante del clero y especialmente los obispos –con notables excepciones entre estos últimos, como Enrique Angelelli, Alberto Devoto, Jaime de Nevares y Vicente Zaspe– conservaron una postura moderada, que sus detractores llamaron preconciliar: se limitaron a aceptar las reformas litúrgicas sin modificar el tradicional discurso conservador de la Iglesia. La uniformidad de la Conferencia Episcopal se rompió, de modo que llamaron la atención los documentos conjuntos del espiscopado, que condenaban simultáneamente las "estructuras opresivas de la sociedad" y las "opciones extremistas." Algunos de ellos se enfrentaron enérgicamente con los curas villeros y tercermundistas, a quienes acusaron de marxistas y de colaboradores con el terrorismo.

### La Iglesia durante el Proceso
La dictadura instaurada en 1966 se identificó plenamente con la "nación católica", y no solamente el dictador Onganía era un notiro "Cursillos de Cristiandad", sino que se rodeó con funcionarios de esa misma extracción religiosa. Tras el fracaso de la dictadura, se produjo el regreso de Perón, que llegó nuevamente a la presidencia en octubre de 1973, apoyado por muchos de los curas tercermundistas.
Pero Perón se decantó por la rama conservadora de su partido antes de morir en junio de 1974; el gobierno peronista viró completamente a la derecha y reprimió sistemáticamente a sus oponentes, tanto entre las organizaciones armadas como en los sindicatos, en el mismo peronismo y entre los curas villeros. El Movimiento de Sacerdotes para el Tercer Mundo estaba ya desarticulado y, aunque decenas de curas aún misionaban en las villas y apoyaban las huelgas y protestas, la mayor parte de la jerarquía se fue alejando de ellos: obispos como Antonio Quarracino e Ítalo Severino Di Stéfano, que anteriormente habían simpatizado con ellos, se alinearon con los más conservadores, entre los que sobresalían los arzobispos Raúl Primatesta, de Córdoba, Plaza, de La Plata, Adolfo Tortolo, de Paraná, y Juan Carlos Aramburu, de Buenos Aires.

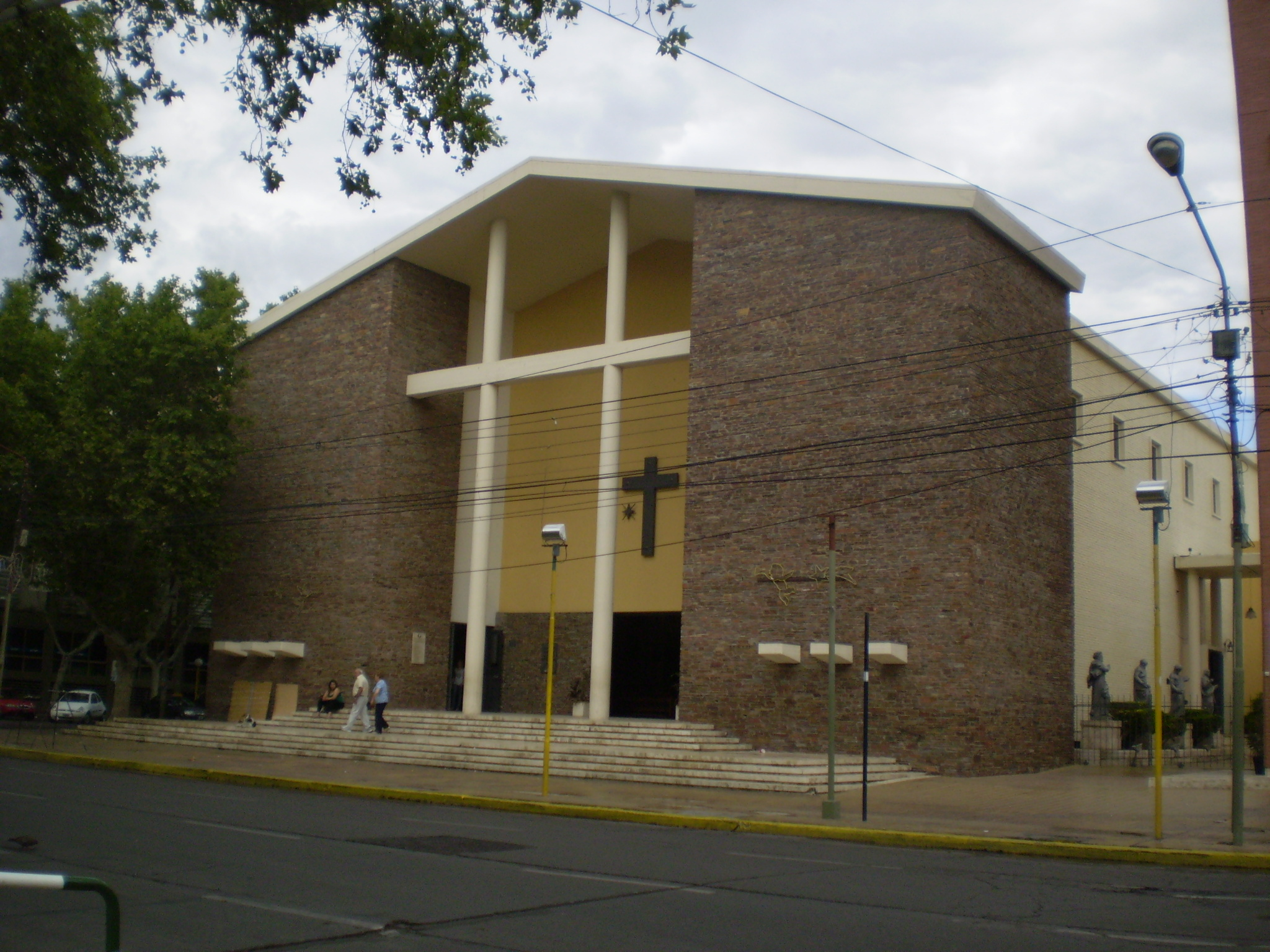
La Catedral de San Juan fue inaugurada en 1979, treinta y cinco años después de la destrucción de la anterior durante el Terremoto de 1944.

El golpe de Estado de marzo de 1976 instauró la que sería la última y más sangrienta dictadura en la historia argentina: el Proceso de Reorganización Nacional. Durante el mismo, más de trece mil personas fueron asesinadas –la mayoría desaparecidos– y muchos más fueron perseguidos, arrestados y torturados por razones políticas y gremiales. Varios sacerdotes y monjas pagaron con su vida la opción por los pobres o el apoyo a protestas, como las francesas Alice Domon y Léonie Duquet, los padres Palotinos, los sacerdotes Jorge Adur, Carlos Bustos, Carlos Di Pietro, Pablo Gazzarri, Carlos de Dios Murias y Raúl Rodríguez, el obispo de La Rioja, Enrique Angelelli, y probablemente también el de San Nicolás, Carlos Ponce de León.
Varios sacerdotes y obispos colaboraron en la represión, como el arzobispo Plaza –que encubrió el asesinato de su propio sobrino– y el padre Christian Von Wernich. Pero, además, varios que no prestaron una colaboración directa se negaron a ayudar a los familiares de los desaparecidos, como en los casos de los arzobispos Guillermo Bolatti, y Tortolo. Otros obispos se atrevieron a cuestionar las violaciones a los derechos humanos, entre ellos Antonio Brasca, de Rafaela, Alberto Devoto, de Goya, Jaime de Nevares, de Neuquén, Miguel Hesayne, de Viedma, Jorge Novak, de Quilmes, y Vicente Faustino Zazpe, de Santa Fe, además de los asesinados Angelelli y Ponce de León -este último probablemente-. Por su parte, la actitud del nuncio Pío Laghi fue, como mínimo, ambigua: reclamó al obispado colaborar en el esclarecimientos de los crímenes, pero nunca denunció a sus responsables, ni presionó a los obispos para que estos lo hicieran.
Gradualmente, los Sacerdotes para el Tercer Mundo fueron abandonando su ministerio o moderando sus posiciones, rechazando su anterior identificación con el socialismo. La Tercera Conferencia General del Episcopado Latinoamericano en Puebla (México) abandonó gran parte de los postulados "izquierdistas" de Medellín, enfocándose en la misión evangelizadora y misionera de la Iglesia, y en su papel cultural más que en el social.
Como las dictaduras anteriores, el Proceso se justificó a sí mismo en base al concepto de "nación católica", o bien de defensa de la "civilización occidental y cristiana"; la jerarquía eclesiástica respaldó esas posturas, y una enorme cantidad de capellanes castrenses –en su punto más alto fueron más de 200– confirmaron diariamente a los jefes militares en esa autojustificación.
La actividad en las villas se vio muy limitada durante alrededor de una década, antes de volver a aumentar a fines de los 80. Dirigida en una dirección distinta, la acción juvenil continuó en auge: el 25 de octubre de 1975 se organizó la primera Peregrinación Juvenil a Luján, con la participación de 30 000 jóvenes; el acontecimiento se repetiría anualmente con aumentos graduales en su concurrencia.
En 1982, inspirados por la encíclica Nostra Aetate, monseñor Quarracino y la hermana Alda, religiosa de Nuestra Señora de Sion, iniciaron el diálogo ecuménico con el judaísmo y, junto con el rabino León Klenicki y los sacerdotes Jorge María Mejía y Luis H. Rivas, conformaron lo que luego se conocería como Confraternidad Argentina Judeo Cristiana.
En 1979, por propuesta del nuncio Laghi, la Argentina y Chile solicitaron su mediación en el Conflicto del Beagle. En relación con este pedido, en junio de 1982 se produjo la primera visita de un papa a la Argentina, cuando Juan Pablo II visitó Buenos Aires, y el día 11 visitó el Santuario de Luján, donde se reunieron poco menos de 700 000 personas, de acuerdo a los organizadores.
Entre el final del Concilio y el regreso de la democracia en 1983 fueron creadas seis diócesis: San Justo en 1969, Quilmes y Zárate-Campana en 1976, San Miguel en 1978, Santo Tomé en 1979 y Chascomús en 1980; a ellas se les agregaron tres prelaturas territoriales: las de Cafayate y Humahuaca, en 1969, y la de Deán Funes, en 1980.

### El retorno de la democracia
Durante la presidencia de Raúl Alfonsín el presidente chocó repetidamente con la jerarquía eclesiástica. En primer lugar, por su política de derechos humanos: varios de los obispos justificaron la represión y se opusieron a la investigación a las violaciones de los derechos humanos, como Aramburu, Primatesta y Quarracino. Con el avance de los juicios por delitos de lesa humanidad, cuando la opinión pública pudo constatar la realidad de los crímenes denunciados, las protestas cambiaron por llamados a la "reconciliación" entre los criminales y sus víctimas.
La resolución favorable de la mediación papal en el conflicto del Beagle, que permitió la firma del tratado de Paz y Amistad entre Argentina y Chile el 29 de noviembre de 1984, y su ratificación en 1985, permitió mantener una fluida relación entre el Estado argentino y la Santa Sede. En abril de 1985, Juan Pablo II realizó su segunda visita al país, durante el cual recorrió diez de las principales ciudades del país.
Un incidente insólito ocurrió en abril de 1987, durante una misa en presencia del presidente Alfonsín y gran número de militares, cuando el obispo castrense acusó al gobierno de tolerancia con la corrupción, a lo que el presidente respondió desafiando desde el púlpito a los presentes a denunciar hechos de corrupción de los que tuvieran noticia.
Otra causa de desavenencias con el Estado se produjo por la ley de divorcio vincular, que fue sancionada en junio de 1987 a pesar de una fuerte presión ejercida por la Iglesia. En defensa de la indisolubilidad del matrimonio, el obispo de Mercedes, Emilio Ogñénovich, organizó una procesión a plaza de Mayo encabezada por la Virgen de Luján, que no tuvo la convocatoria esperada, por lo que acusó a los obispos ausentes de traición. Por su parte, el obispo de Lomas de Zamora, Desiderio Collino, excomulgó a los diputados de su diócesis. En cambio, otros sectores de la Iglesia admitieron la libertad de los no católicos para divorciarse, como fue el caso del obispo de Morón, Justo Laguna.
En 1988 se reunió un Congreso Pedagógico Nacional, a través del cual el gobierno esperaba lograr apoyos para retirar los subsidios a las escuelas privadas. Las escuelas católicas se organizaron mucho mejor que los sectores que apoyaban al gobierno –debilitado por su reciente derrota electoral frente al peronismo– y lograron la aprobación de documentos que respaldaban la continuidad del apoyo económico a las escuelas privadas.
El gobierno de Alfonsín coincidió con el surgimiento de la devoción de la Virgen del Rosario de San Nicolás, que alcanzó rápidamente una enorme difusión y reúne miles de personas en sucesivas peregrinaciones. La crisis económica casi continua presenció el aumento de las rogativas por trabajo en la Iglesia de San Cayetano de Buenos Aires y en numerosos templos del interior.
Durante la presidencia de Carlos Menem, la jerarquía eclesiástica mantuvo una buena relación con el Estado; la negativa del gobierno a apoyar una ley de despenalización del aborto y el ingreso de miembros del Opus Dei a los cargos más altos de la administración facilitaron la convivencia.
No obstante, varios dirigentes católicos denunciaron el avance de la pobreza, como el notorio caso del padre Luis Farinello, que tuvo también actuación política, y también la corrupción, como el caso de la hermana Martha Pelloni, que encabezó las protestas por el crimen de María Soledad Morales en Catamarca.
Varias iniciativas renovaron la acción de la Iglesia en el período: Radio María Argentina, fundada en 1996, alcanzó rápidamente gran difusión, contando en la actualidad con más de ciento setenta emisoras en toda la Argentina. Varios monasterios en zonas rurales, como el de Santa María de Los Toldos –dirigido por Mamerto Menapace– y la ciudadela de los focolares Mariápolis Lía, en Junín, abrieron sus puertas para recibir anualmente miles de visitantes, que viven allí distintas experiencias religiosas. Las sucesivas crisis económicas y la desocupación endémica llevaron a un renacimiento del fenómeno de los "curas villeros".

### Comienzos delsigloXXI
El 8 de septiembre de 2000, en el cierre del Congreso Eucarístico Nacional realizado en Córdoba, la Iglesia Católica pidió perdón por los "silencios responsables" y la "participación efectiva" de muchos católicos, tanto obispos como laicos, durante los años de "la violencia guerrillera y la represión ilegítima que enlutaron nuestra patria". Algunos obispos debieron afrontar acusaciones en relación con los juicios por delitos de lesa humanidad,. y el padre Von Wernich fue declarado culpable de 34 casos de secuestro, 31 casos de tortura y 7 homicidios calificados, por lo que el 9 de octubre de 2007 fue condenado a reclusión perpetua.
Durante la crisis económica de 2001, la Iglesia abrió las puertas de sus templos para dar de comer a los miles de personas que cayeron en el desamparo. Durante los años siguientes, en cuanto a la acción social, el padre Eduardo de la Serna coordina al Grupo de Curas en Opción por los Pobres de Argentina y representa a sectores cercanos al kirchnerismo; entre los curas villeros destaca la acción del padre José Di Paola, conocido como el "padre Pepe".

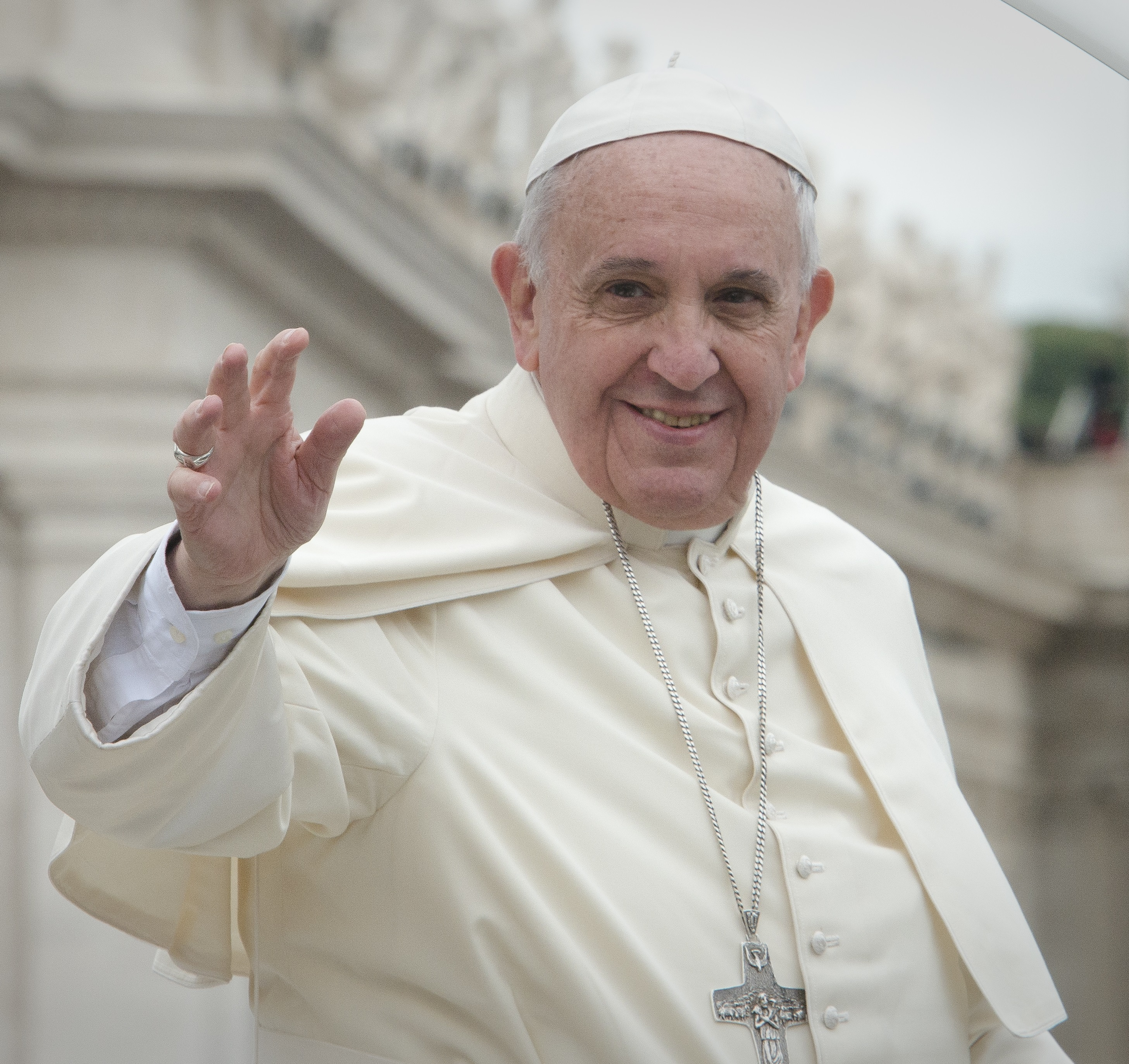
Jorge Mario Bergoglio fue elegido papa el 13 de marzo de 2013. Tomó el nombre de Francisco.

El 11 de noviembre de 2007, el enviado papal, el cardenal Tarcisio Bertone, proclamó beato a Ceferino Namuncurá, ante más de 100 000 personas en una ceremonia de beatificación en Chimpay (provincia Río Negro), pueblo natal del joven salesiano.
Las relaciones entre la Iglesia y el kirchnerismo pasaron por tres etapas: durante la presidencia de Néstor Kirchner fueron sumamente ríspidas, al punto que el presidente calificó al cardenal Jorge Bergoglio como "jefe de la oposición". Pese a que su esposa y sucesora, Cristina Fernández de Kirchner, es una católica practicante, las relaciones se tensaron aún más durante la discusión del proyecto de Ley de Matrimonio Igualitario: a pesar de haber realizado varias manifestaciones en contra, no pudo impedir que la ley fuera aprobada, y tampoco que la presidenta Cristina Fernández la apoyara públicamente. Durante la campaña en contra de la ley, varios obispos manifestaron públicamente su rechazo, en particular aquellos más identificados como conservadores, entre los que destacó el arzobispo de La Plata, Héctor Aguer. La situación cambió tras la elección del cardenal Bergoglio como papa en 2013: durante el período en que ambos fueron jefes de Estado, se encontraron públicamente en cinco ocasiones e intercambiaron gestos de acercamiento.
Durante esta etapa, varios clérigos apoyaron manifestaciones y protestas sociales y ambientales. Entre ellos se pueden nombrar los obispos Joaquín Piña, Juan Carlos Maccarone y Pedro Olmedo, los sacerdotes Jesús Olmedo, y Luis Bicego.
Los casos de abuso sexual cometidos por miembros de la Iglesia católica también vieron involucrados a sacerdotes argentinos: entre los condenados por la Justicia por pedofilia se pueden mencionar a Luis Sierra, Mario Napoleón Sasso, Julio César Grassi y Edgardo Storni.
El 13 de marzo de 2013, el cardenal Jorge Mario Bergoglio, nacido en Buenos Aires el 17 de diciembre de 1936, fue elegido papa en el segundo día del cónclave para suceder a Benedicto XVI. Eligió para su pontificado el nombre de Francisco, y se destacó desde el inicio del mismo por gestos de austeridad y sencillez. Es el actual papa de la Iglesia católica, el 266.º de la historia, y el primero de origen americano.

### La Iglesia hoy
La Iglesia argentina actual es muy diferente a la que llegó desde España en el siglo XVI. No solamente ha desaparecido la identificación absoluta con el Estado y la sociedad, sino que ha perdido prácticamente todo su poder e influencia merced al proceso de secularización de la sociedad y a la pérdida de fieles. Entre los argentinos que no se consideran ya católicos, en su mayoría deben contarse como ateos o agnósticos, a los que se suman los descendientes de miembros de otras religiones, los que se han pasado a las filas de otras confesiones cristianas y los que se han incorporado a otras religiones, en particular las orientales. Aún entre los bautizados que no reniegan públicamente de su carácter de católicos, los que asisten regularmente a misa, se confiesan y comulgan regularmente, y guían su conducta por los preceptos morales de la Iglesia son una pequeña minoría.

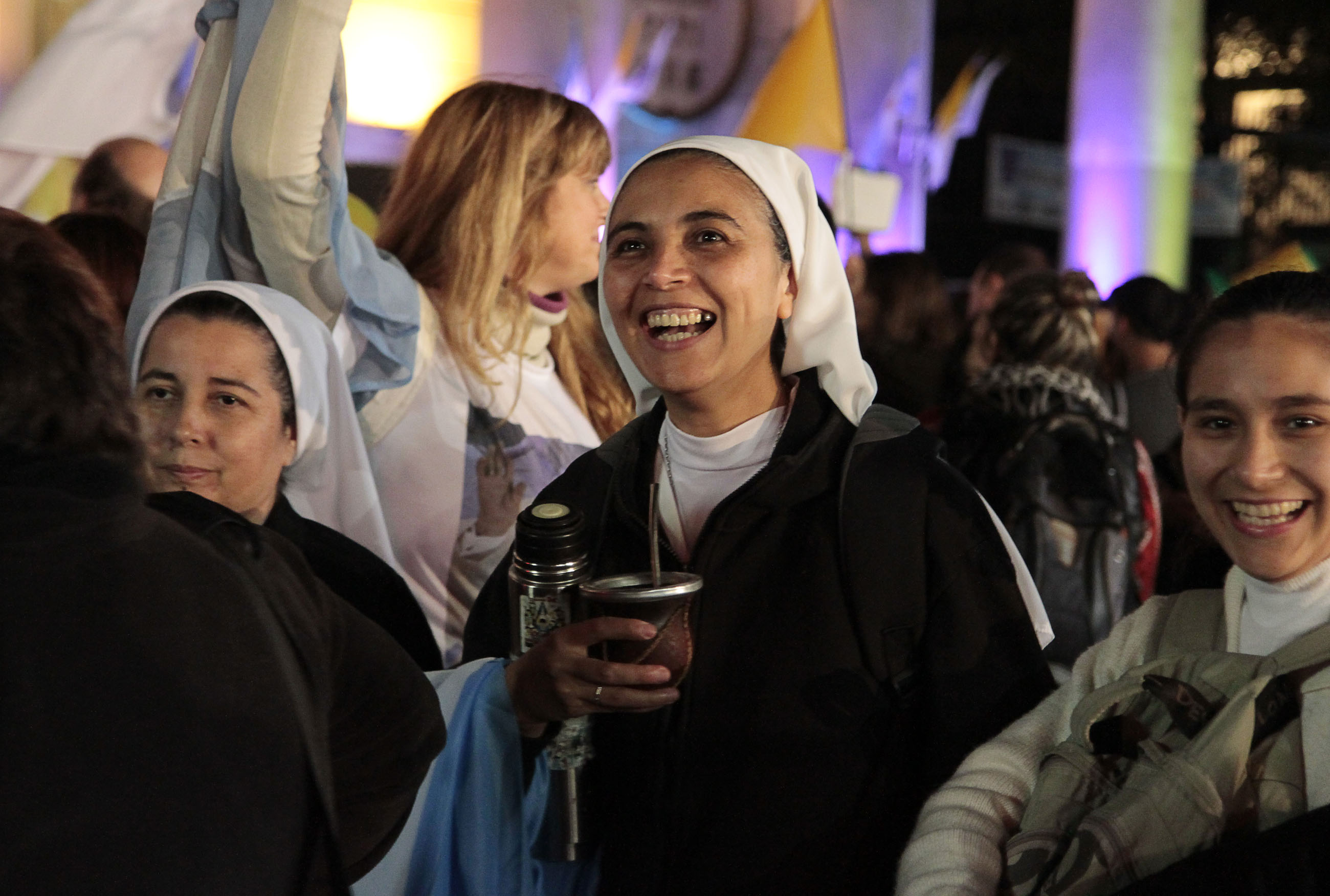
Religiosas festejando la elección del Papa Francisco frente a la Catedral de Buenos Aires. Junto al hábito, el mate y la alegría.

La misma imagen de la presencia de la Iglesia pasa hoy casi desapercibida: en los pueblos, todavía las torres de las Iglesias dominan parcialmente el paisaje, pero en las grandes ciudades, los templos y aun las basílicas pasan relativamente desapercibidas. Su principal atractivo es turístico, desde un punto de vista histórico y artístico, dejando su importancia cultural en un segundo plano. El clero, que en la época colonial no estaba lejos de representar un 1% de la población total, en la actualidad apenas supera la centésima parte de esa proporción. Los sacerdotes, dos siglos atrás se diferenciaban de los demás vecinos por la tonsura y el hábito talar, y que en las ceremonias oficiales se presentaban con ricos ornamentos –en el caso de los obispos, barrocamente cargados de bordados de hilos de oro y plata– han sido reemplazados por hombres de aspecto común, solamente diferenciados - en algunos casos - por el clériman o alzacuellos, y que aún en las misas más solemnes usan un alba y una casulla simple, aunque de colores vivos.
Las citas a actos y expresiones del clero en los medios masivos de comunicación se han reducido a menciones esporádicas, con la notable excepción del papa Francisco, del cual generalmente se citan solamente sus discursos más significativos. Los medios de comunicación de inspiración netamente católicos tienen un alcance social muy limitado, alcanzando por lo general solamente a una fracción de los católicos más devotos.
El clero actual se caracteriza por una preparación intelectual muy superior al de siglos pasados, pero el número de vocaciones sacerdotales y religiosas no ha dejado de disminuir desde la primera mitad del siglo XX, especialmente a partir de las décadas que siguieron al Concilio Vaticano II. De acuerdo con el último estudio realizado, del año 2005, había 16 844 sacerdotes y religiosas en el año 2005, alcanzando a uno por cada 7000 habitantes; todos los seminarios del país albergaban en 2006 a menos de 1200 estudiantes. Las monjas no alcanzan las 9000, y de ellas la gran mayoría superan los 40 años de edad. A esa crisis se le deba sumar una gran cantidad de religiosos y sacerdotes que han abandonado los hábitos, en total más de 80 por año, número que contrasta desfavorablemente con las 669 ordenaciones que hubo entre 2000 y 2005. Desde la década de 1970, por primera vez en un siglo, los sacerdotes del clero secular superaron a los regulares, de hecho, el número de sacerdotes seculares ha seguido una curva oscilante, con ligeros aumentos, mientras los miembros de las órdenes religiosas han disminuido aceleradamente.
No obstante, según datos de la Iglesia, el 89,25% de los argentinos son católicos. Según fuentes independientes, el porcentaje de habitantes del país que se consideraron adeptos se ubicaba entre el 69% y el 78%. La concurrencia a misas es mayor que en muchos países católicos europeos, y algunas celebraciones masivas reúnen concurrencias masivas: en 2004, cerca de 250 000 personas llegaron a la localidad de Santos Lugares para celebrar el día de la Virgen de Lourdes. En las peregrinaciones anuales al santuario de la Basílica de Luján y al santuario de San Cayetano, no es inusual que el número de peregrinos supere el millón. También es muy importante el número de asistentes a los santuarios de San Expedito y al de Virgen del Rosario de San Nicolás, y a las catedrales y santuarios locales en las provincias del interior, en particular en el norte del país.
La Iglesia ya no reclama la identidad, y ni siquiera el papel de sustento de la nacionalidad argentina; el mito de la nación católica ya no existe. La propia Iglesia ha hecho grandes esfuerzos por favorecer tanto el diálogo interreligioso como el ecumenismo, lo que hubiera sido impensable desde la época colonial hasta mediados del siglo XX.
Como institución, la Iglesia conserva una influencia indirecta muy superior a la de cualquier otra religión o institución cultural, ejercida generalmente a través de su actividad cultural y humanitaria, y su prestigio es muy alto. El papa Francisco conserva una imagen positiva superior a la mayor parte de las figuras públicas, y la propia Iglesia es considerada una institución con muy buena imagen ante la opinión pública.
A inicios de 2016 la Iglesia católica argentina está organizada territorialmente en 13 arquidiócesis metropolitanas, 1 arquidiócesis exenta, 48 diócesis sufragáneas, y 4 prelaturas territoriales; y no territorialmente en 3 eparquías, 1 exarcado apostólico, 1 ordinariato militar, 1 ordinariato oriental, y 1 región de la prelatura personal del Opus Dei. Cada circunscripción está normalmente a cargo de un prelado, obispo o arzobispo. La jerarquía eclesiástica, que parece haber optado por un bajo nivel de exposición ante el resto de la sociedad, tiene en cambio un papel fundamental en la organización interna de la Iglesia en la Argentina. En las primeras décadas del siglo XXI, al igual que en países de Europa y América del Norte comenzó una crisis vocacional que mermó la cantidad de sacerdotes, mientras en 2004 se registraron 1247 aspirantes a sacerdotes, 20 años después pasaron a ser 481. En medio de la crisis vocacional la Iglesia debió unificar seminarios, vender algunos y se desprendio de propiedades.

## Santos argentinos
A pesar de su larga tradición católica, la Argentina tiene solo dos santos reconocidos: el mártir Héctor Valdivielso Sáez (1910-1934) y el sacerdote diocesano José Gabriel Brochero (1840-1914).